# 29. Juli
Der 29. Juli ist der 210. Tag des gregorianischen Kalenders (der 211. in Schaltjahren), somit bleiben 155 Tage bis zum Jahresende.

## Ereignisse

### Politik und Weltgeschehen

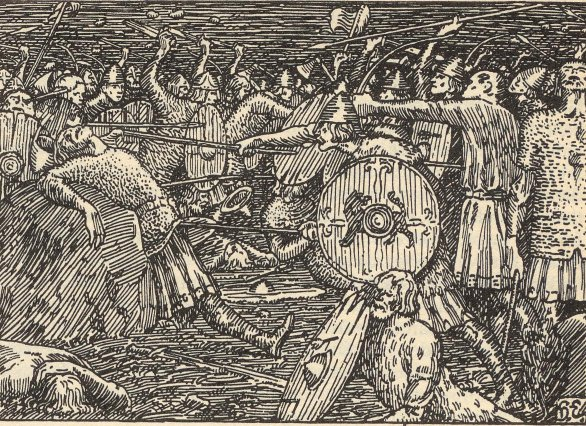
1030: Schlacht von Stiklestad

- 0626: Beginn der eigentlichen Belagerung von Konstantinopel durch die Awaren und Sasaniden, nachdem am 29. Juni bereits eine awarische Vorhut die Gegend um die Stadt erreicht hat.
- 0904: Das byzantinische Thessaloniki wird von sarazenischen Piraten erobert und tagelang geplündert; die Bevölkerung wird getötet oder in die Sklaverei verschleppt.

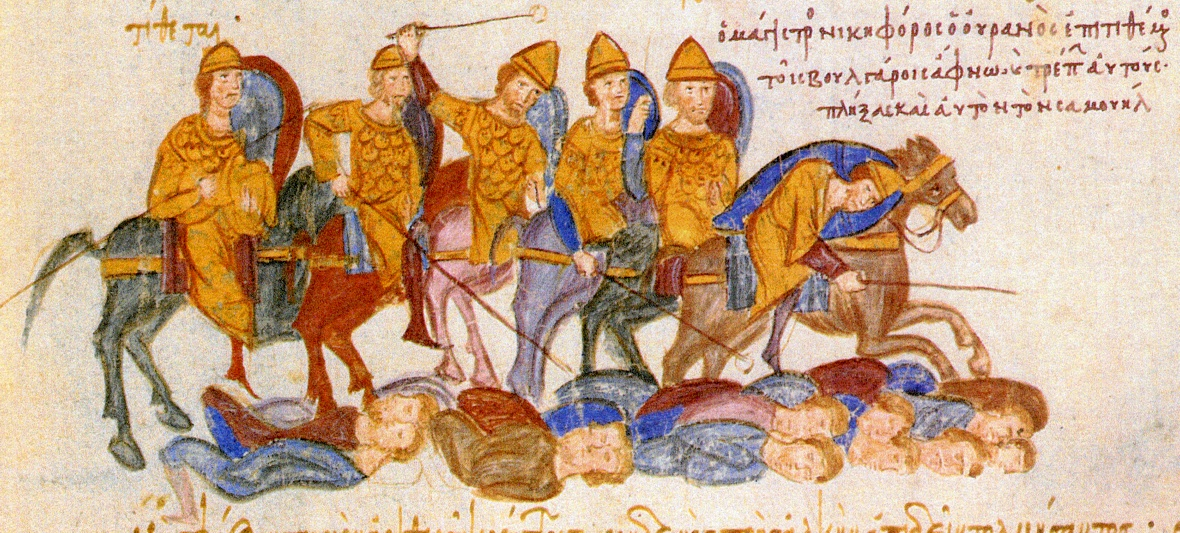
1014: Die Niederlage der Bulgaren

- 1014: In der Schlacht von Kleidion in Makedonien besiegen die Byzantiner unter Kaiser Basileios II. das von Zar Samuil befehligte bulgarische Heer. Bulgarien wird wieder byzantinische Provinz.
- 1018: In der Schlacht von Vlaardingen siegt Dietrich III., Graf von Holland, über ein von Gottfried II., Herzog von Niederlothringen, befehligtes kaiserliches Heer.

- 1030: Olav II. Haraldsson besiegt in der Schlacht von Stiklestad die heidnischen Stammesfürsten und rettet so das norwegische Königtum, er selbst kommt dabei jedoch ums Leben.
- 1474: Eine burgundische Armee unter Karl dem Kühnen, den Erzbischof Ruprecht von der Pfalz in der Kölner Stiftsfehde zu Hilfe gerufen hat, beginnt mit der Belagerung von Neuss.
- 1567: Nach der fünf Tage zuvor erzwungenen Abdankung Maria Stuarts wird ihr einjähriger Sohn als Jakob VI. zum König von Schottland gekrönt.
- 1588: Die spanische Armada taucht vor dem Lizard Point südlich von Plymouth erstmals vor der englischen Küste auf.
- 1610: Im Rahmen des Jülich-Klevischen Erbfolgestreits beginnt die Belagerung von Jülich durch französisch-niederländische Truppen.
- 1617: Im Oñate-Vertrag einigen sich die österreichische und die spanische Linie des Hauses Habsburg über Erbfolgefragen. Der Verzicht der spanischen Seite auf Ansprüche zu Ungarn und Böhmen wird durch Überlassen kleinerer Ländereien an sie ausgeglichen.

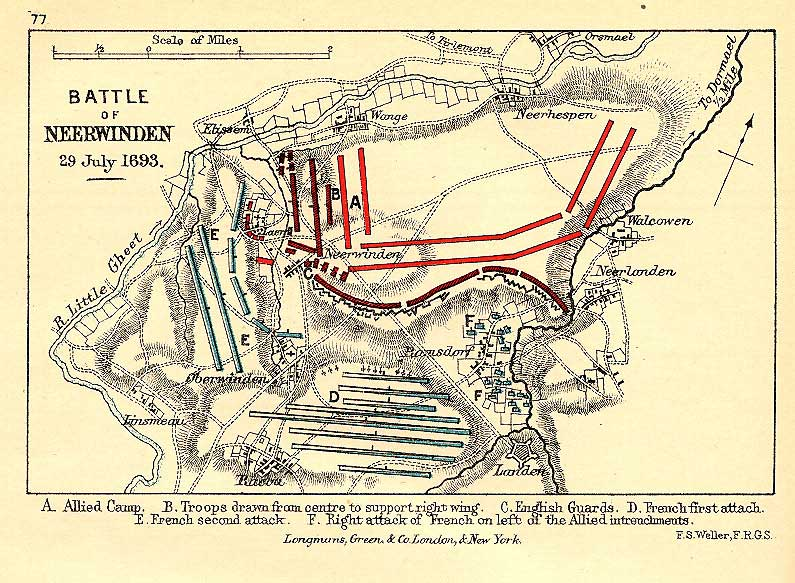
1693: Schlacht von Neerwinden

- 1693: In der Schlacht von Neerwinden siegen die Franzosen über ein von Wilhelm von Oranien geführtes englisch-holländisches Heer.
- 1735: Spanische Kaperfahrer bringen portugiesische Schiffe vor Colonia del Sacramento auf. Damit beginnt der formell unerklärte Spanisch-Portugiesische Krieg (1735–1737) in Südamerika.
- 1848: Der Aufstand der Bewegung Junges Irland in Ballingarry im County Tipperary gegen die britische Herrschaft, der wegen der Großen Hungersnot in Irland ausgebrochen ist, wird niedergeschlagen.
- 1878: Österreich-Ungarn besetzt Bosnien und die Herzegowina gemäß dem beim Berliner Kongress getroffenen Frieden.
- 1899: Auf der ersten Haager Friedenskonferenz werden Abkommen und Erklärungen zum Kriegsvölkerrecht und zur friedlichen Erledigung internationaler Streitfälle mit der ersten Haager Landkriegsordnung als Anhang unterzeichnet.
- 1900: Der italienische König Umberto I. wird bei einem Attentat von dem Anarchisten Gaetano Bresci in Monza getötet.

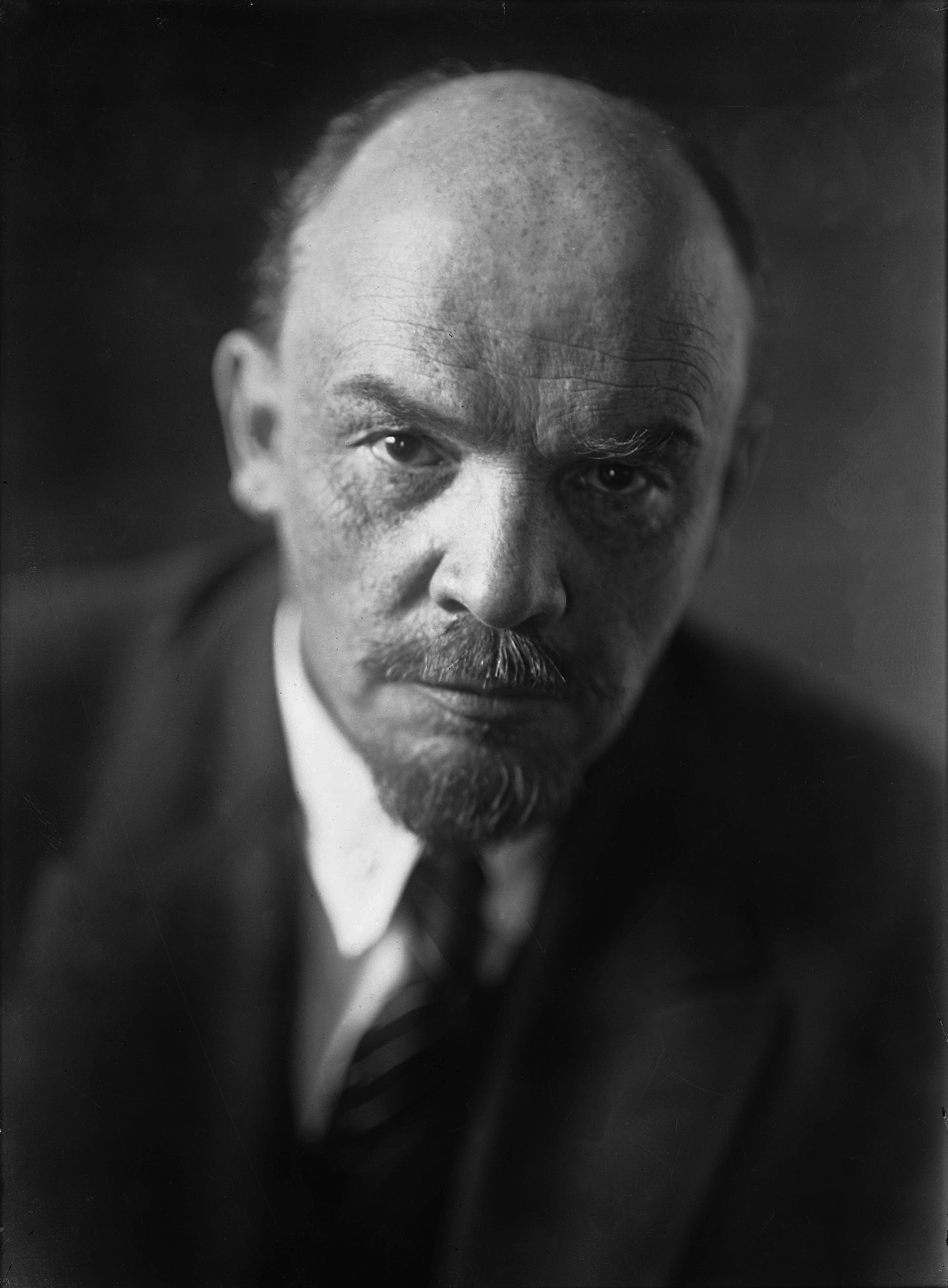
1900: Wladimir Iljitsch Lenin

- 1900: Wladimir Iljitsch Uljanow (später Lenin genannt) verlässt Russland und geht über Genf nach München in ein fünfjähriges Exil.
- 1921: Auf einer außerordentlichen Parteiversammlung entmachtet Adolf Hitler die Parteiführung der NSDAP und übernimmt deren Führung mit diktatorischen Vollmachten.
- 1937: Beim Tongzhou-Zwischenfall während der Schlacht um Peking-Tianjin im Zweiten Japanisch-Chinesischen Krieg greifen Soldaten der chinesischen Ost-Hebei-Armee ihre japanischen Ausbilder und mit den Japanern kollaborierende chinesische Offiziere an. Der Distriktkommissar von Hebei wird festgenommen. Erst japanische Verstärkung kann den Aufstand niederschlagen und den Kommissar befreien.
- 1938: Wegen Grenzstreitigkeiten kommt es zur Schlacht am Chassansee zwischen Japan und der Sowjetunion.
- 1945: Die Britische Rheinarmee strahlt erstmals für die ihr angehörenden Personen ein eigenes Rundfunkprogramm aus, das als BFBS Radio Germany fortbesteht.
- 1946: In Paris beginnt die Konferenz der 21 Nationen auf der Friedensbedingungen für die Kriegsverlierer Italien, Rumänien, Ungarn, Bulgarien und Finnland ausgehandelt werden sollen.
- 1948: Nach dem Ausscheren der jugoslawischen Kommunisten unter Josip Broz Tito aus der sowjetischen Hegemonie beschließt die moskautreue Sozialistische Einheitspartei Deutschlands eine Politische Säuberung von entarteten und feindlichen Elementen aus der Partei.
- 1966: Bei einem Militärputsch in Nigeria wird der Diktator Johnson Aguiyi-Ironsi getötet. Die neuen Machthaber unter General Murtala Mohammed entscheiden sich für den am Putsch selbst nicht beteiligten Yakubu Gowon als neuen Präsidenten.
- 1975: Am Jahrestag des letzten Putsches wird der nigerianische Diktator Yakubu Gowon, der sich gerade auf einem Gipfel der Organisation für Afrikanische Einheit (OAU) in Kampala befindet, in einem unblutigen Putsch durch General Murtala Mohammed gestürzt, der einen Demokratisierungsprozess in Gang setzt.
- 1980: Islamische Revolution: Iran erhält eine modifizierte Flagge.
- 1988: Aufgrund eines Befehls von Revolutionsführer Ruhollah Chomeini beginnen in den Gefängnissen Irans geheime Massenhinrichtungen vor allem linksgerichteter politischer Oppositioneller. In den kommenden rund fünf Monaten werden mehrere Tausend Gefangene getötet.
- 1990: In der Mongolei finden die ersten freien Wahlen mit einem Mehrparteiensystem statt. Dadurch werden das Ende der Mongolischen Volksrepublik und der Übergang von einem sozialistischen in einen demokratischen Staat eingeleitet.
- 1992: Der frühere DDR-Staatschef Erich Honecker kehrt aus der Zuflucht in der chilenischen Botschaft in Moskau nach Berlin zurück und wird auf dem Flughafen wegen eines vorliegenden Haftbefehls festgenommen.
- 2004: In Italien wird die Wehrpflicht zum 1. Juli 2005 abgeschafft. Ein entsprechendes Gesetz beschließt die Abgeordnetenkammer in Rom.

### Wirtschaft

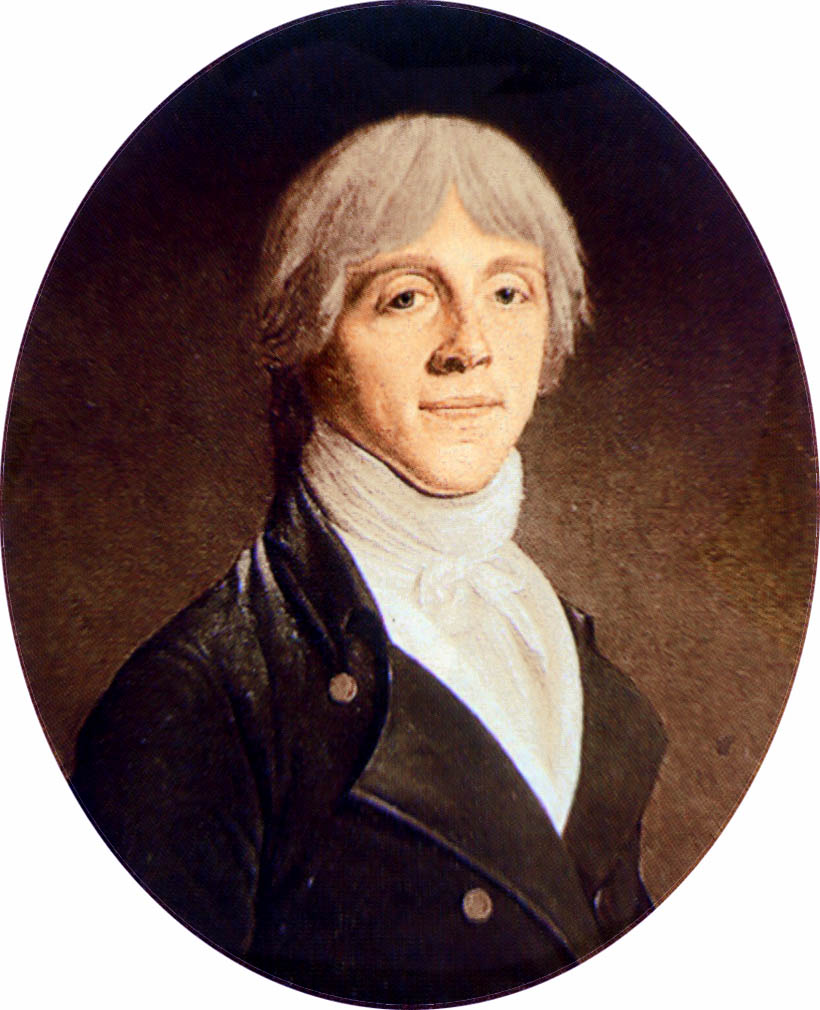
1818: Benjamin Delessert

- 1818: In Paris entsteht die erste französische Sparkasse, Jules Paul Benjamin Delessert gründet die Caisse d’Epargne et de Prévoyance.
- 1896: Die Deutsch-Anatolische Eisenbahngesellschaft nimmt den Betrieb der anatolischen Bahn zwischen Konstantinopel und Konya auf. Die Strecke wird später durch die Bagdadbahn verlängert.
- 1941: In der Schweiz wird die Warenumsatzsteuer mit Steuersätzen von zwei und drei Prozent eingeführt.
- 2015: Microsoft veröffentlicht das Betriebssystem Windows 10, den Nachfolger von Windows 8.1.

### Wissenschaft und Technik
- 1851: Annibale de Gasparis entdeckt den Asteroiden Eunomia im Asteroidengürtel unseres Sonnensystems.
- 1925: Bei der Zeitschrift für Physik geht Über die quantentheoretische Umdeutung kinematischer und mechanischer Begriffe, Heisenbergs bahnbrechende Arbeit zur Quantenmechanik (Matrizenmechanik), ein.
- 1957: Die Internationale Atomenergie-Organisation (IAEO) wird gegründet.
- 1958: US-Präsident Dwight D. Eisenhower unterzeichnet den National Aeronautics and Space Act, der die Schaffung der NASA vorsieht.
- 2000: Mit 100 Tonnen Trinitrotoluol (TNT) wird der letzte Tunnel auf dem früher sowjetischen Atomwaffentestgelände Semipalatinsk in Kasachstan gesprengt und die ehemalige nukleare Nutzung beendet.

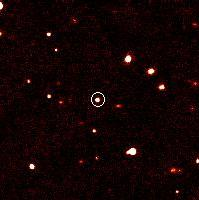
2005: Der später Eris genannte Zwergplanet (im Kreis)

- 2005: Die Astronomen Mike Brown, Chad Trujillo und David Rabinowitz geben die Entdeckung des am 5. Januar entdeckten Objekts 2003 UB313 bekannt, das später als Zwergplanet Eris bezeichnet wird.

### Kultur
- 1789: Uraufführung der Oper Claudine von Villa Bella von Johann Friedrich Reichardt am Schlosstheater Berlin-Charlottenburg.
- 1807: Das Napoleonische Theaterdekret beschränkt die Anzahl der Spielstätten auf acht große Theater in Paris, die sich zudem jeweils auf eine bestimmte Gattung von Darbietungen spezialisieren müssen.
- 1817: Der österreichische Kaiser Franz I. weist per Dekret das Errichten des Kaiser-Franz-Museums in Brünn an, das jetzige Mährische Landesmuseum.

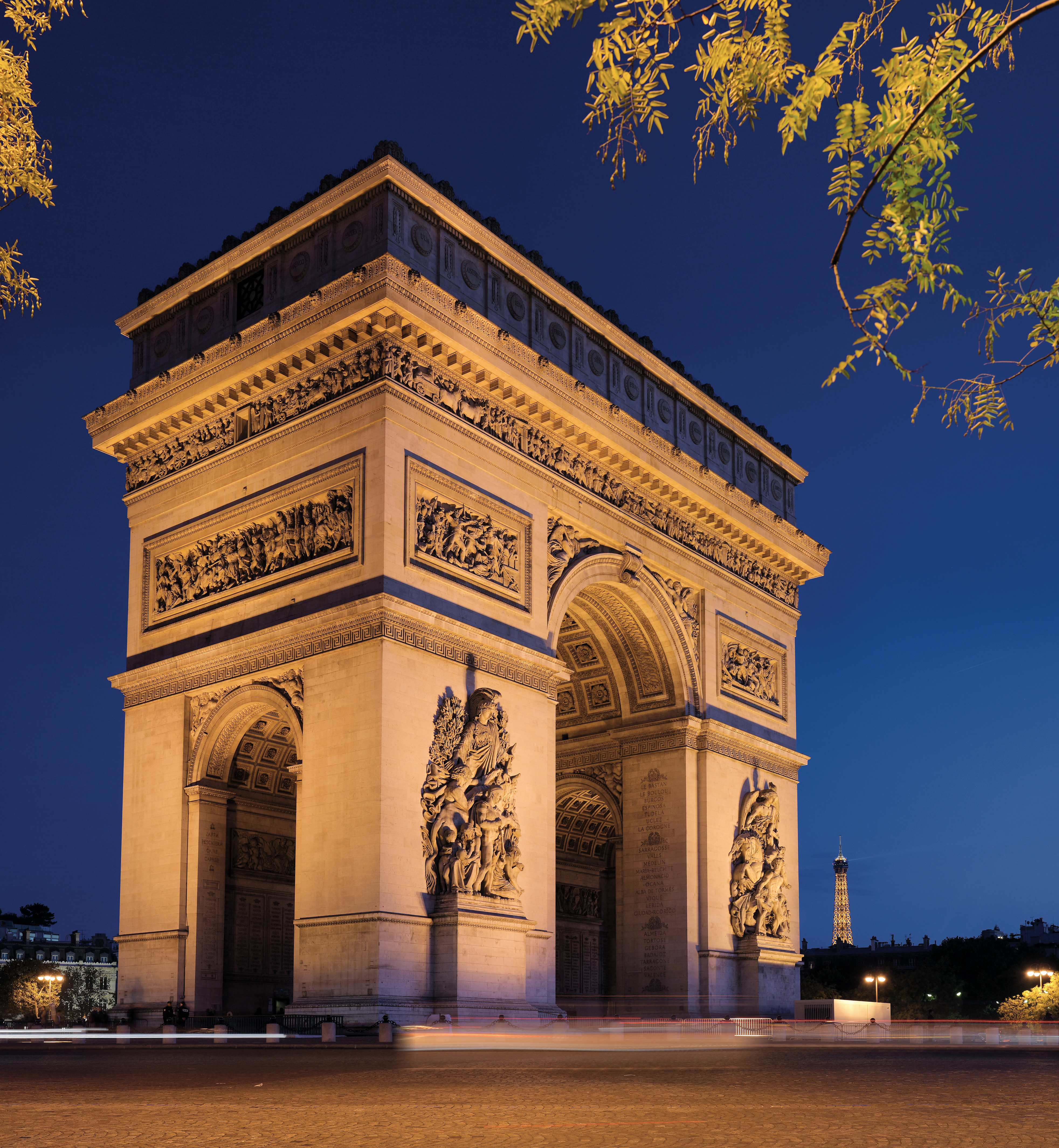
1836: Arc de Triomphe

- 1836: Der Pariser Arc de Triomphe auf dem Place de l'Étoile wird feierlich eingeweiht.
- 1884: In Paris wird die Vereinigung Société des Artistes Indépendants gegründet, die sich zum Ziel setzt, Kunstwerke durch das Publikum selbst bewerten zu lassen.
- 1954: In London erscheint der erste Teil von J. R. R. Tolkiens Roman Der Herr der Ringe.

### Gesellschaft

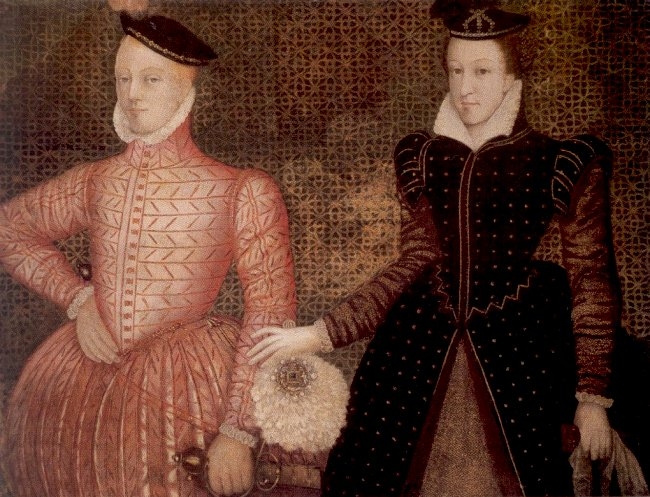
1565: Maria Stuart und ihr Gemahl Lord Darnley

- 1565: Im Edinburgher Holyrood Palace heiratet Maria Stuart ihren Cousin Henry Stuart, Lord Darnley. Der eilige Ehebund bereitet bald politische Probleme.
- 1976: Der Serienmörder Son of Sam begeht seinen ersten Mord in New York City.
- 1981: Prinz Charles und Lady Diana Spencer werden in der St Paul’s Cathedral in London getraut. Die Fernsehübertragung des Ereignisses erreicht mit weltweit mehr als 750 Millionen Zuschauern Rekordeinschaltquoten.
- 1986: Der Auftragsmörder Werner Pinzner erschießt im Polizeipräsidium Hamburg einen Staatsanwalt, seine Frau und schließlich sich selbst.
- 1993: Das Todesurteil gegen John Demjanjuk wird vom Obersten Gerichtshof in Israel aufgehoben. Es sei nicht zweifelsfrei erwiesen, dass Demjanjuk jener „Iwan“ sei, der im Vernichtungslager Treblinka als Aufseher die Vergasungsanlage betrieben und Häftlinge sadistisch gefoltert habe.

### Religion
- 1431: Obwohl der einberufende Papst Martin V. bereits verstorben ist und sein Nachfolger Eugen IV. dem Konzil skeptisch gegenübersteht, wird das Konzil von Basel eröffnet.

### Katastrophen

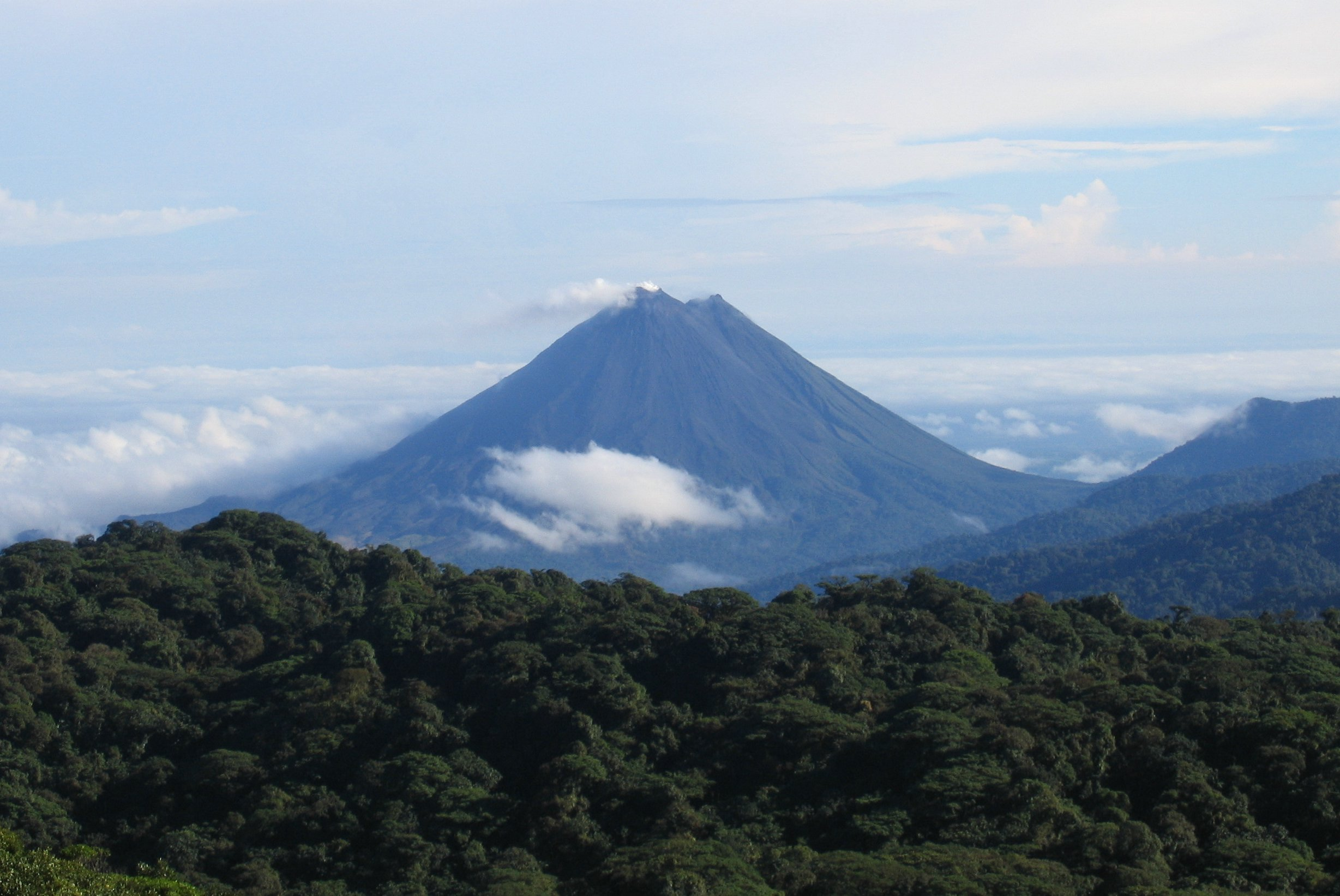
1968: Vulkan Arenal

- 1967: Die US-Marine wird von der Forrestal-Katastrophe heimgesucht. Ein Brand mit Explosionen auf dem Flugzeugträger Forrestal, ausgelöst durch eine fehlgezündete Rakete, kostet 134 Menschen das Leben.
- 1968: Der Vulkan Arenal in Costa Rica zerstört bei seinem letzten großen Ausbruch die Ortschaften Pueblo Nuevo und Tabacon. Dabei kommen etwa 80 Menschen ums Leben.

Kleinere Unglücksfälle sind in den Unterartikeln von Katastrophe und in der Liste von Katastrophen aufgeführt.

### Sport
- 1948: Die XIV. Olympischen Sommerspiele werden in London eröffnet.
- 1973: Beim Großen Preis der Niederlande in Zandvoort verunglückt der britische Automobilrennfahrer Roger Williamson und verbrennt in seinem Fahrzeug. Das tragische Geschehen deckt eine Reihe von Organisationsmängeln auf.

Einträge von Leichtathletik-Weltrekorden befinden sich unter der jeweiligen Disziplin unter Leichtathletik.
Einträge zu Fußballweltmeisterschaftsspielen finden sich in den Unterseiten von Fußball-Weltmeisterschaft. Das Gleiche gilt für Fußball-Europameisterschaften.

## Geboren

### Vor dem 19. Jahrhundert

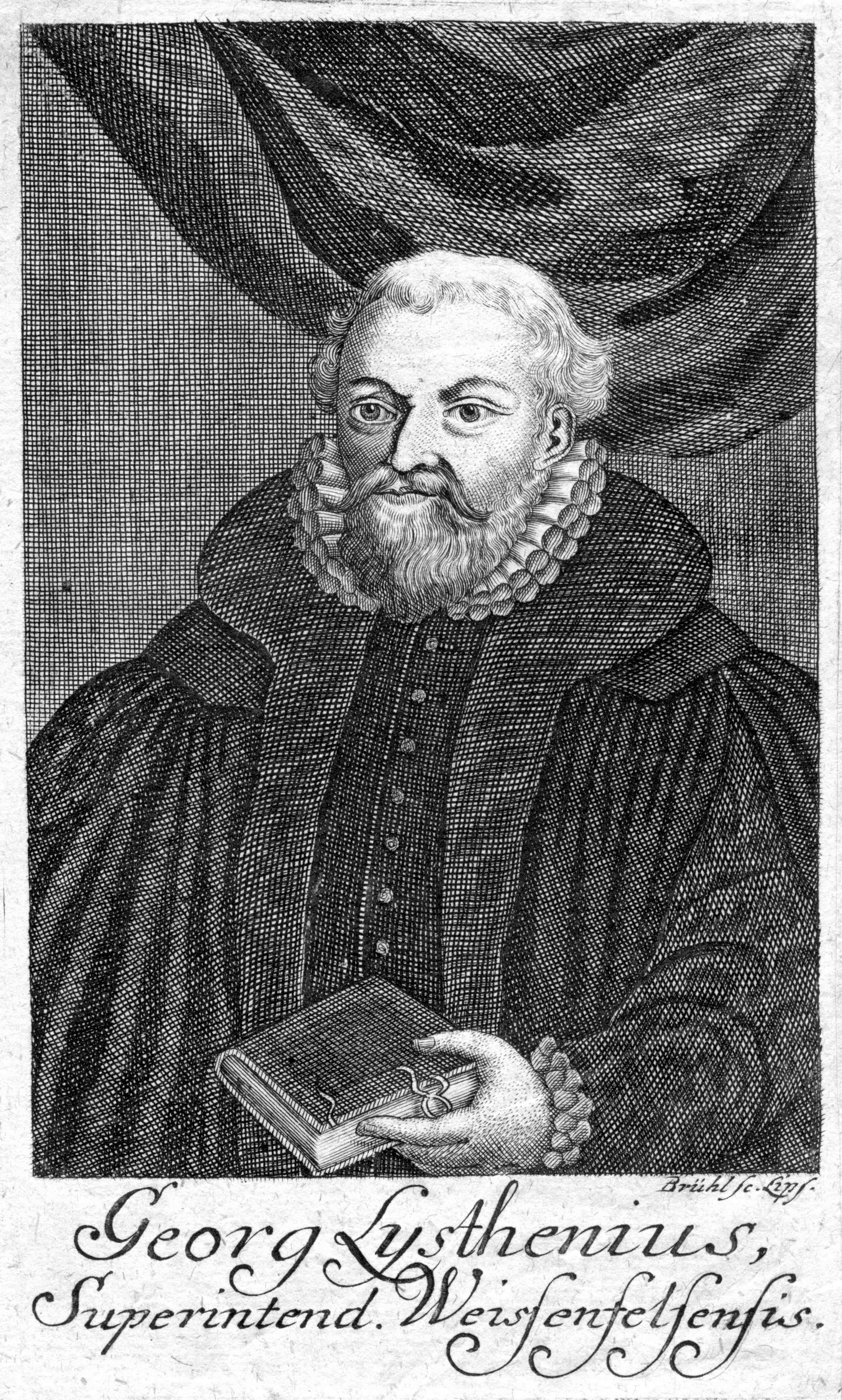
Georg Lysthenius (* 1532)

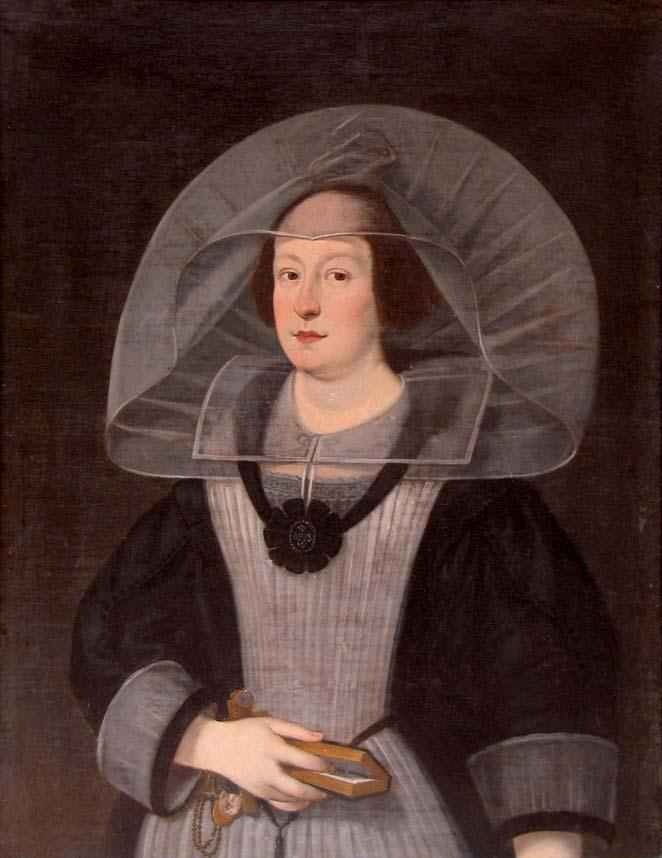
Maria Gonzaga (* 1609)

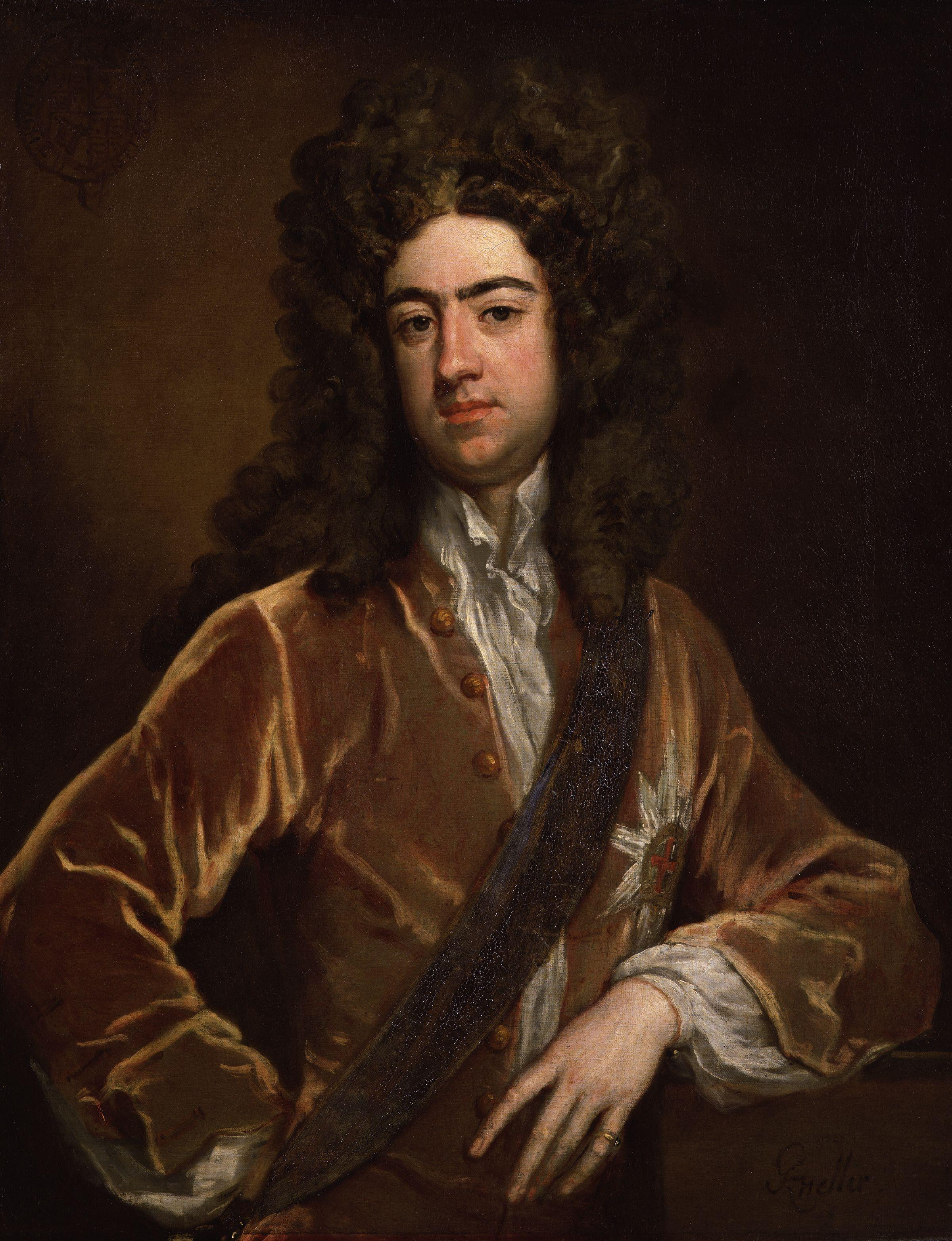
Charles Lennox (* 1672)

- 1166: Heinrich II., Graf von Champagne und König von Jerusalem
- 1214: Sturla Þórðarson, isländischer Schriftsteller und Skalde
- 1356: Martin I., König von Aragón, Valencia, Sizilien und Sardinien sowie Graf von Barcelona
- 1532: Georg Lysthenius, deutscher lutherischer Theologe
- 1564: Reinier Pauw, niederländischer Politiker und Amsterdamer Regent
- 1573: Pier Francesco Morazzone, italienischer Maler
- 1573: Philipp II., Herzog von Pommern-Stettin
- 1580: Francesco Mochi, italienischer Bildhauer und Medailleur
- 1605: Simon Dach, deutscher Dichter
- 1609: Maria Gonzaga, Prinzessin von Mantua, Regentin der Herzogtümer Mantua, Montferrat, Nevers und Rethel
- 1622: Jacques Bertot, Mystiker und Seelenführer Madame Guyons
- 1635: Christian Ludwig, Graf von Waldeck und Pyrmont
- 1643: Henri Jules de Bourbon, prince de Condé, Fürst von Condé
- 1661: Christian Heinrich von Brandenburg-Kulmbach, deutscher Adeliger
- 1672: Charles Lennox, 1. Duke of Richmond, unehelicher Sohn des englischen Königs Karl II.
- 1676: Adam Horatio Casparini, deutscher Orgelbauer
- 1677: Johann August, Fürst von Anhalt-Zerbst
- 1700: Peter Joseph Kofler, Bürgermeister von Wien
- 1743: Friedrich Karl zu Löwenstein-Wertheim-Freudenberg, deutscher Fürst
- 1750: Fabre d’Églantine, französischer Dichter, Schauspieler, Dramaturg und Revolutionär
- 1759: Rosa Dorothea Ritter, Maitresse des Landgrafen und späteren Kurfürsten Wilhelm IX./I. von Hessen-Kassel
- 1765: Jean-Baptiste Drouet d’Erlon, französischer General, Marschall von Frankreich
- 1768: August Tischbein, deutscher Maler und Lithograph
- 1792: Peter von Hess, deutscher Schlachten- und Genremaler
- 1793: Ján Kollár, slowakischer Lyriker, Altertumsforscher und Sprachwissenschaftler
- 1794: Thomas Corwin, US-amerikanischer Politiker, Mitglied des Repräsentantenhauses, Gouverneur von Ohio, Senator, Minister
- 1794: Auguste Regnaud de Saint-Jean d’Angely, französischer General und Staatsmann, Marschall von Frankreich
- 1797: Pedro José Valenzuela Jáuregui, Staatschef in der Provinz Guatemala der Zentralamerikanischen Konföderation
- 1798: Carl Blechen, deutscher Landschaftsmaler

### 19. Jahrhundert

#### 1801–1850

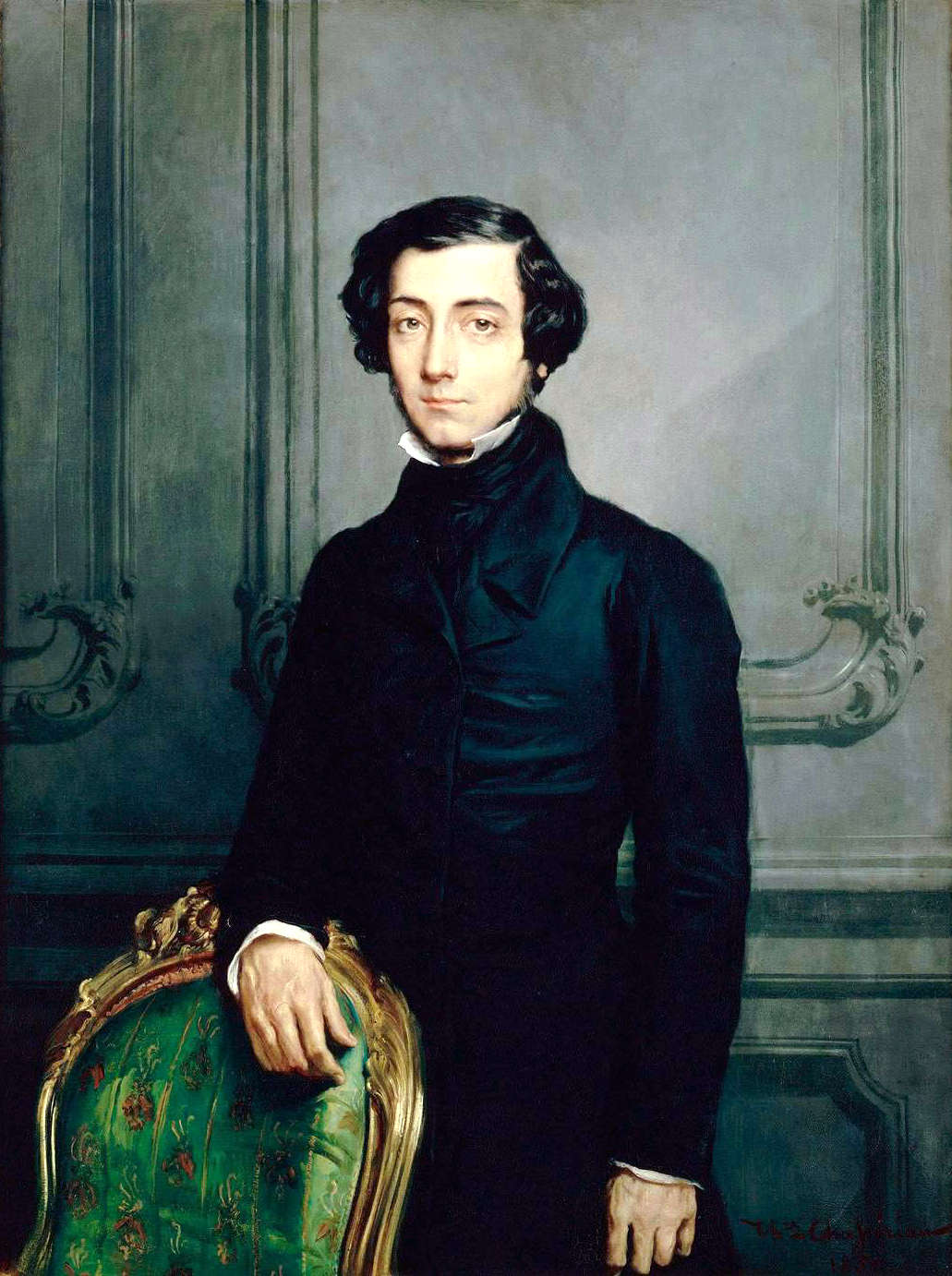
Alexis de Tocqueville (* 1805)

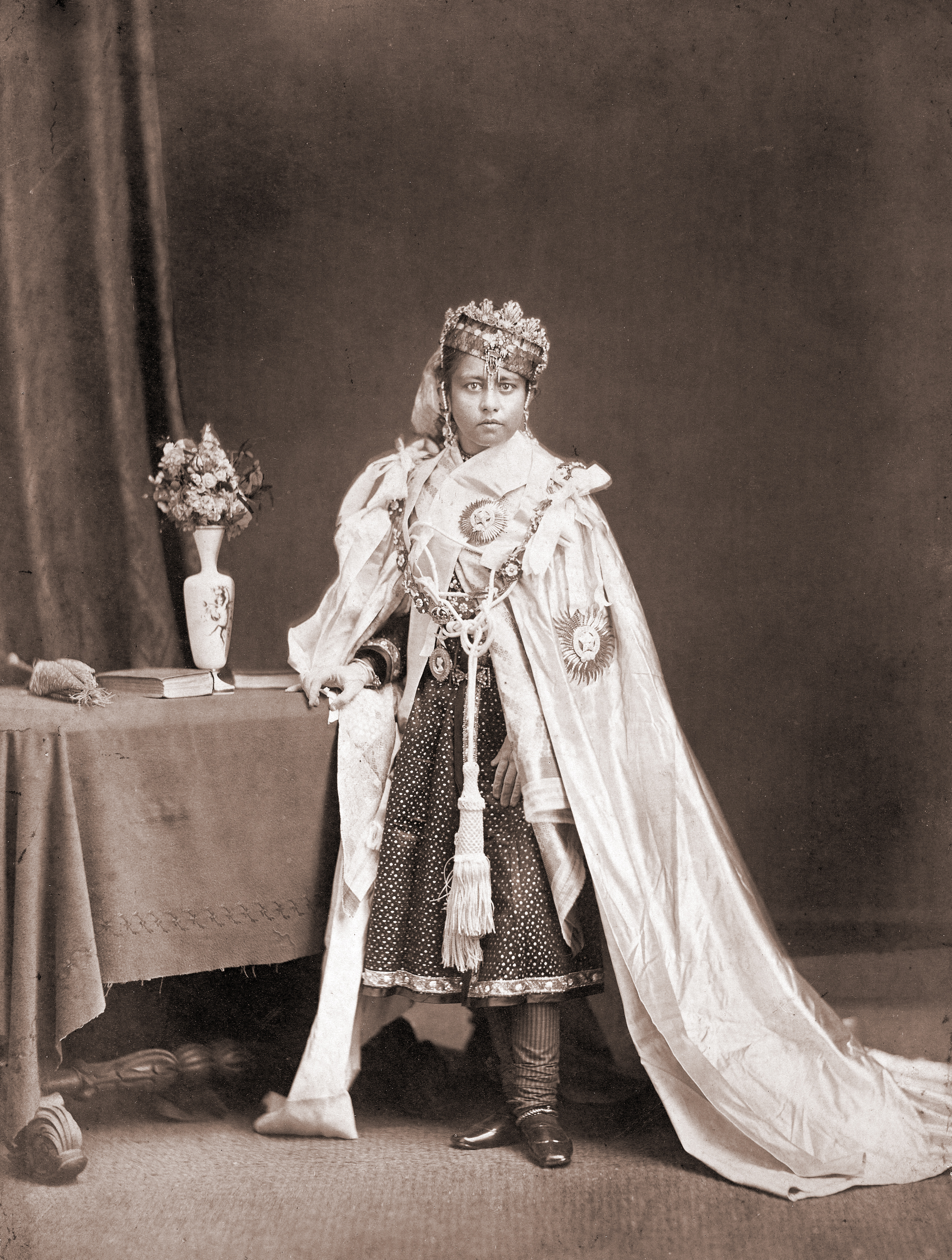
Sultan Shah Jahan Begum (* 1838)

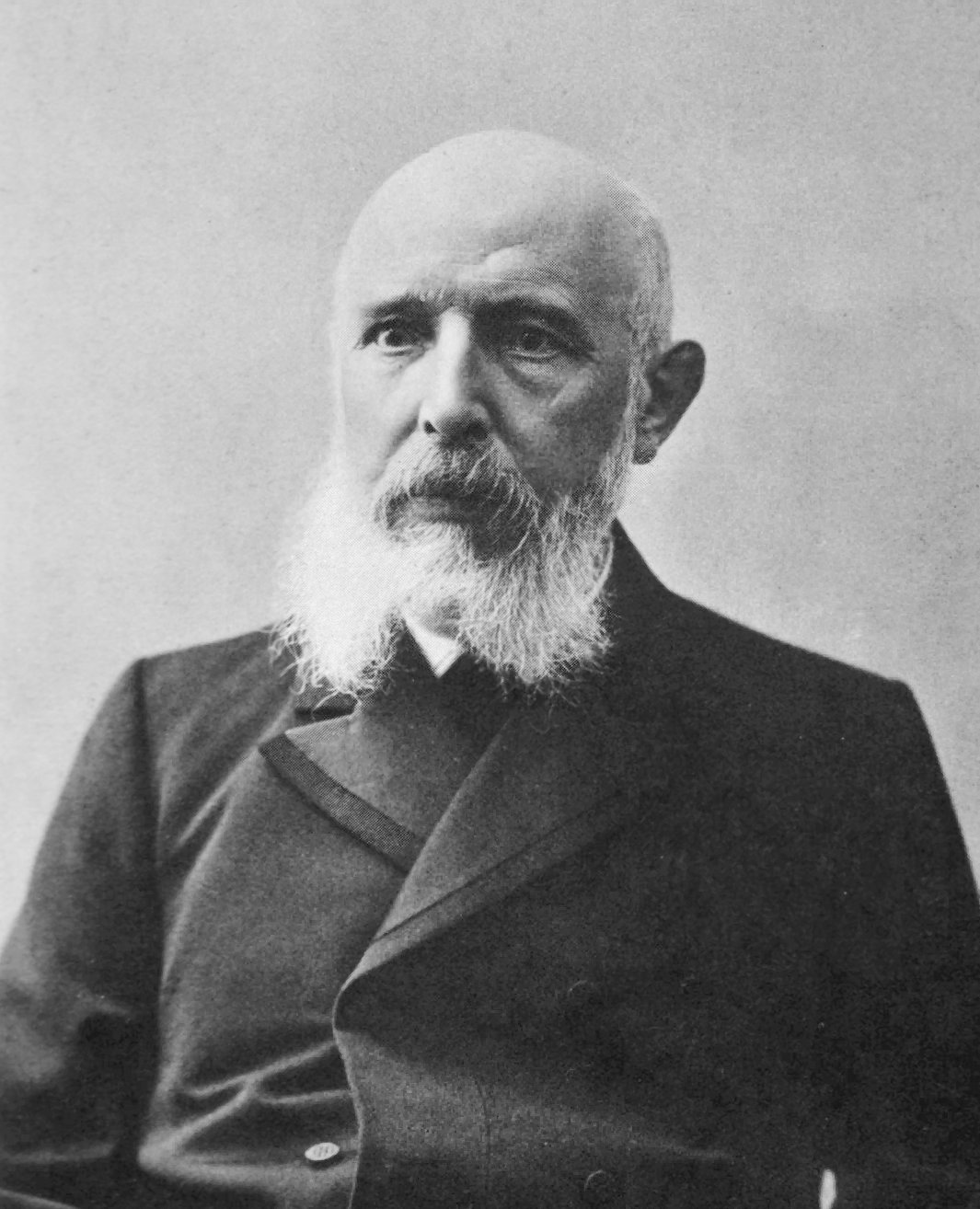
Gerhard Armauer Hansen (* 1841)

- 1805: Alexis de Tocqueville, französischer Publizist, Politiker und Historiker
- 1807: Louis von Arentsschildt, hannoverscher Offizier, Lyriker und Übersetzer
- 1808: Max von Neumayr, bayerischer Verwaltungsjurist und Politiker, Mitglied der Frankfurter Nationalversammlung, Minister und Vorsitzender im Ministerrat, Mitglied des Zollparlaments
- 1809: Étienne Vacherot, französischer Gelehrter und Philosoph
- 1817: Iwan Konstantinowitsch Aiwasowski, russischer Marinemaler
- 1817: Wilhelm Griesinger, deutscher Psychiater
- 1818ː Clara Oenicke, deutsche Historien-, Porträt- und Genremalerin
- 1819: Frédéric Gendre, Schweizer Jurist und Politiker
- 1832: Josef Schöffel, österreichischer Journalist und Politiker, Reichsrat
- 1835: Charles Malo, französischer Orchesterleiter und Komponist
- 1836: Wilhelm Kress, österreichischer Flugpionier und Konstrukteur
- 1838: Karl zu Isenburg-Birstein, deutscher Adliger, MdL
- 1838: Sultan Shah Jahan, Herrscherin des indischen Fürstenstaates Bhopal
- 1841: Gerhard Armauer Hansen, norwegischer Arzt und Zoologe
- 1843: Jasper Bisbee, US-amerikanischer Old-Time-Musiker
- 1843: Johannes Schmidt, deutscher Sprachwissenschaftler
- 1846: Isabella von Brasilien, letzte Kronprinzessin von Brasilien
- 1846: Sophie Menter, deutsche Pianistin
- 1846: Samuel Oettli, Schweizer Geistlicher und Hochschullehrer
- 1847: Theophil Forchhammer, Schweizer Komponist, Kirchenmusiker und Organist
- 1847: Doris von Scheliha, deutsche Schriftstellerin
- 1849: Edward Theodore Compton, englischer Alpenmaler und Bergsteiger
- 1849: Félix Granet, französischer Politiker
- 1849: Max Nordau, jüdischer Arzt, Schriftsteller und Politiker ungarischer Herkunft, Mitbegründer der Zionistischen Weltorganisation

#### 1851–1900

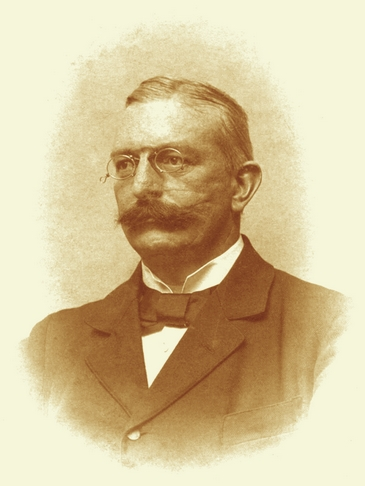
Alfred Appelius (* 1858)

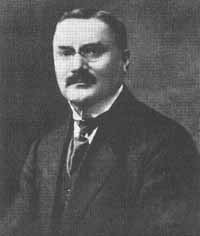
August Stramm (* 1874)

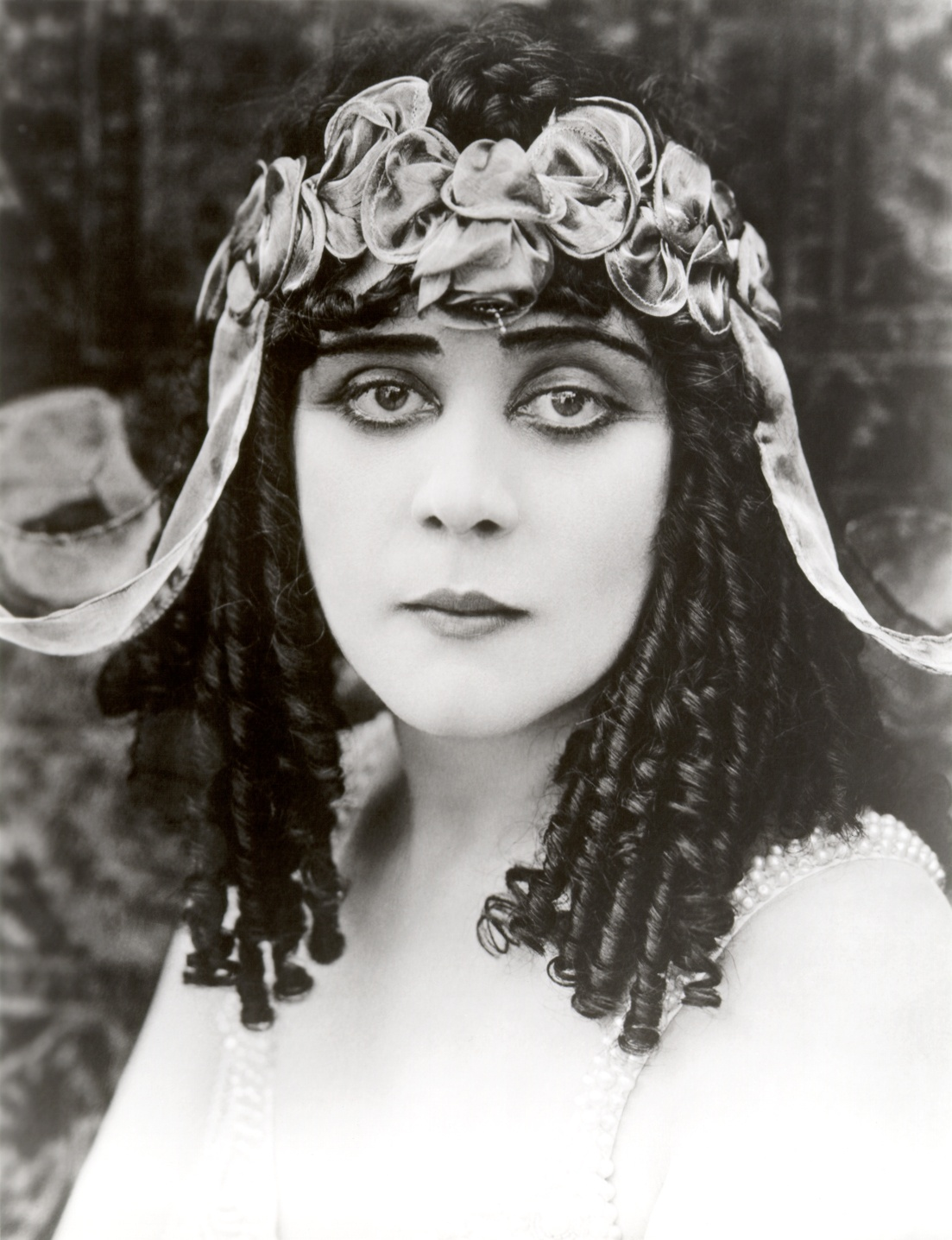
Theda Bara (* 1885)

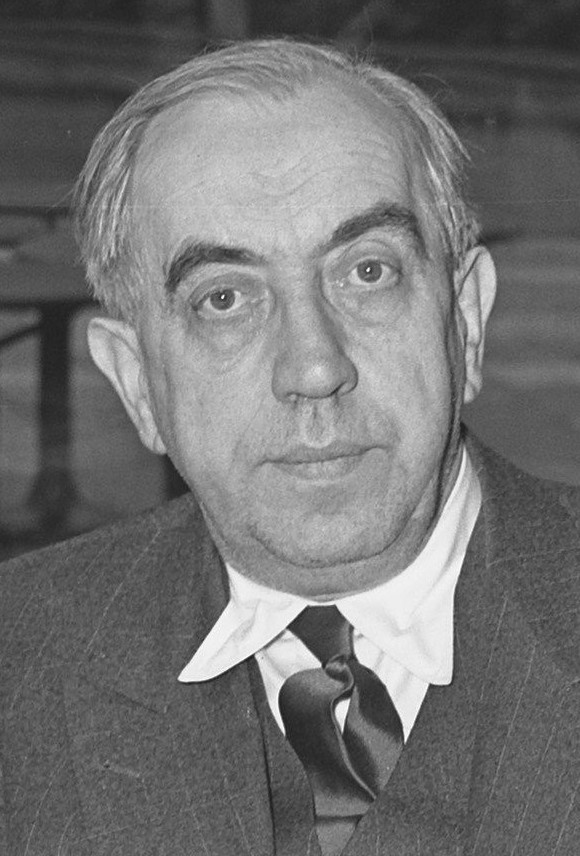
Ernst Reuter (* 1889)

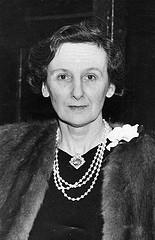
Mary Cavendish (* 1895)

- 1851: Ahmed Kamāl, ägyptischer Ägyptologe
- 1854: Georg Kerschensteiner, deutscher Pädagoge
- 1856ː Dory Petersen, deutsche Pianistin und Musikpädagogin
- 1858: Alfred Appelius, deutscher Jurist und Politiker
- 1858: Helene Klostermann, deutsche Pädagogin
- 1859: Georg Ziegler, deutscher Missionar in China
- 1863: Emil Aust, deutscher Klassischer Philologe
- 1865: Franz von Mendelssohn der Jüngere, deutscher Bankier und Wirtschaftsfunktionär
- 1865: Hans Nirrnheim, deutscher Historiker und Archivar
- 1865: Andrej Scheptyzkyj, ukrainischer Großerzbischof
- 1867: Adeline Rittershaus, deutsche Philologin und Germanistin
- 1868: Guida Diehl, deutsche Pädagogin und Frauenrechtlerin
- 1870: Auguste Gampert, Schweizer evangelischer Geistlicher und Hochschullehrer
- 1870: Adachi Mineichirō, japanischer Jurist und Diplomat
- 1874: August Stramm, deutscher Dichter und Dramatiker des Expressionismus
- 1874: Sophie Wencke-Meinken, deutsche Malerin
- 1876: Maria Ouspenskaya, US-amerikanische Bühnen- und Filmschauspielerin russischer Abstammung
- 1879: Giuseppe Garibaldi der Jüngere, italienischer Abenteurer und Revolutionär
- 1880: Georg Mühlberger, Wilderer und hochdekorierter deutscher Scharfschütze
- 1881: Ignacy Dygas, polnischer Sänger (Tenor)
- 1881: Arnold von Salis, Schweizer Archäologe
- 1883: Michel Bertschus, sozialdemokratischer Politiker und Abgeordneter
- 1883: Manuel Infante, spanischer Komponist und Dirigent
- 1883: Benito Mussolini, italienischer faschistischer Diktator
- 1884: Boris Wladimirowitsch Assafjew, russischer Musikwissenschaftler und Komponist
- 1884: Fritz Neumayer, deutscher Politiker, MdL, Landesminister, MdB, Bundesminister
- 1885: Theda Bara, US-amerikanische Schauspielerin
- 1885: Helene Berg, österreichische Sängerin
- 1885: Emil Artur Longen, tschechischer Regisseur, Dramaturg, Maler, Autor
- 1886: Katherine Gilbert, US-amerikanische Philosophin
- 1886: Georg Stumme, deutscher General der Panzertruppe
- 1887: Tim Mara, US-amerikanischer American-Football-Funktionär
- 1887: Rudi Stephan, deutscher Komponist
- 1888: Robert Görlinger, deutscher Politiker, MdL, MdB
- 1888ː Marianne Stein, österreichische Anatomin und Sozialmedizinerin, Opfer der Shoa
- 1888: Vladimir Zworykin, russischer Ingenieur, Physiker und Erfinder (Kineskop-Röhre)
- 1889: Else Hirsch, jüdische Lehrerin, die in der Zeit des Nationalsozialismus Kindertransporte organisierte, Holocaustopfer
- 1889: Karl Otten, deutscher Schriftsteller
- 1889: Ernst Reuter, deutscher Politiker und Kommunalwissenschaftler, Oberbürgermeister von West-Berlin
- 1890: Elisabeth von Thadden, deutsche Widerstandskämpferin
- 1891: Marianne Pollak, österreichische Politikerin
- 1891: Bernhard Zondek, deutscher Gynäkologe
- 1892: Vilma Mönckeberg-Kollmar, deutsche Literaturwissenschaftlerin, Sprachpädagogin und Rezitatorin
- 1892: William Powell, US-amerikanischer Schauspieler
- 1892: Walter Reppe, deutscher Chemiker
- 1893: Josef Papesch, österreichischer Schriftsteller und Kulturpolitiker
- 1895: Mary Cavendish, Duchess of Devonshire, britische Adlige, Hofdame Königin Elisabeths II.
- 1895: Hildegard von Rheden, deutsche Politikerin, MdL
- 1897: Johannes Arpe, deutscher Schauspieler, Regisseur und Theaterintendant
- 1898: Anthony John Arkell, britischer Ägyptologe
- 1898: Isidor Isaac Rabi, US-amerikanischer Physiker
- 1900: Hermann Esser, deutscher Journalist und Parteifunktionär, einer der frühesten Gefolgsleute Adolf Hitlers
- 1900: Eyvind Johnson, schwedischer Schriftsteller, Nobelpreisträger

### 20. Jahrhundert

#### 1901–1925

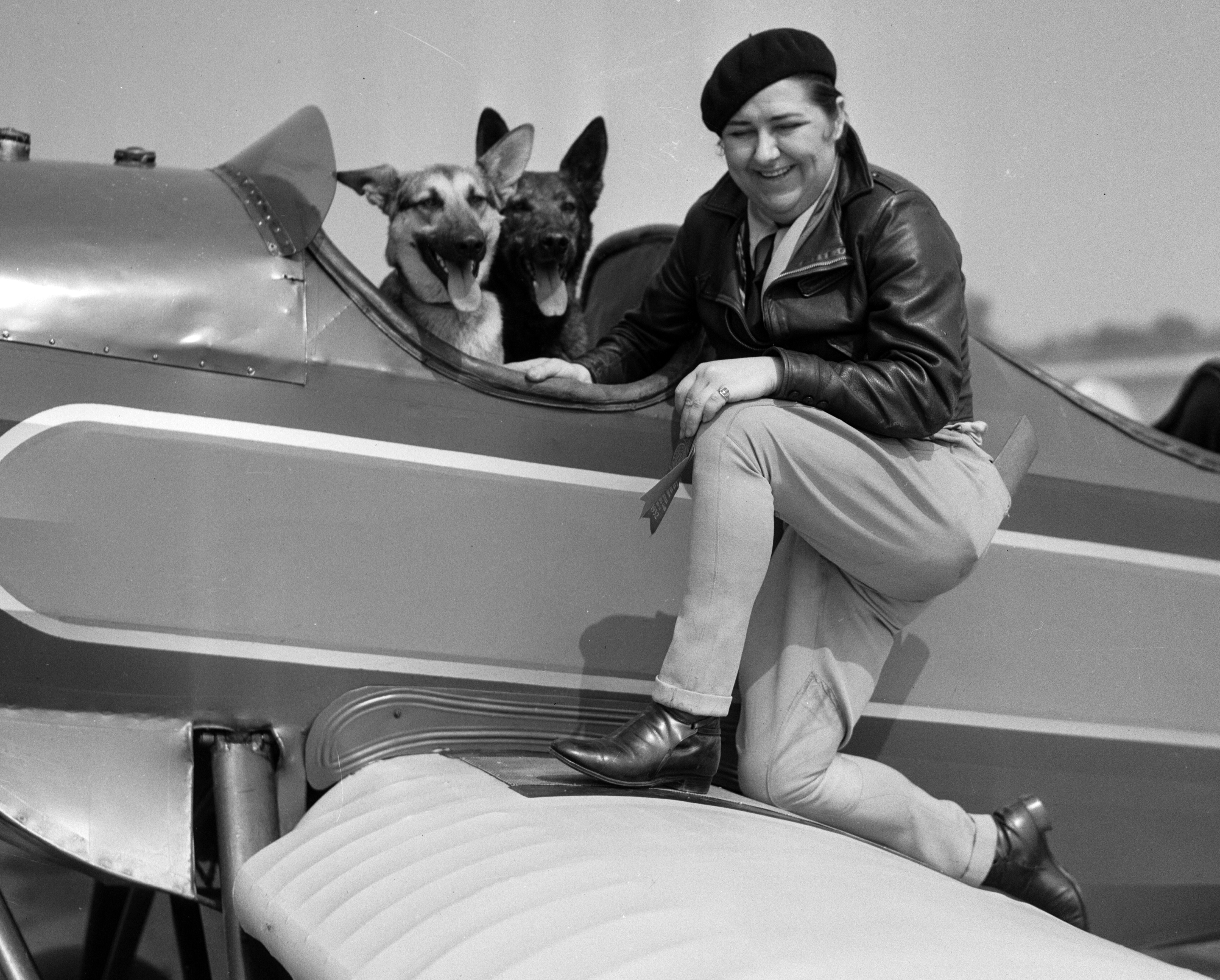
Pancho Barnes (* 1901)

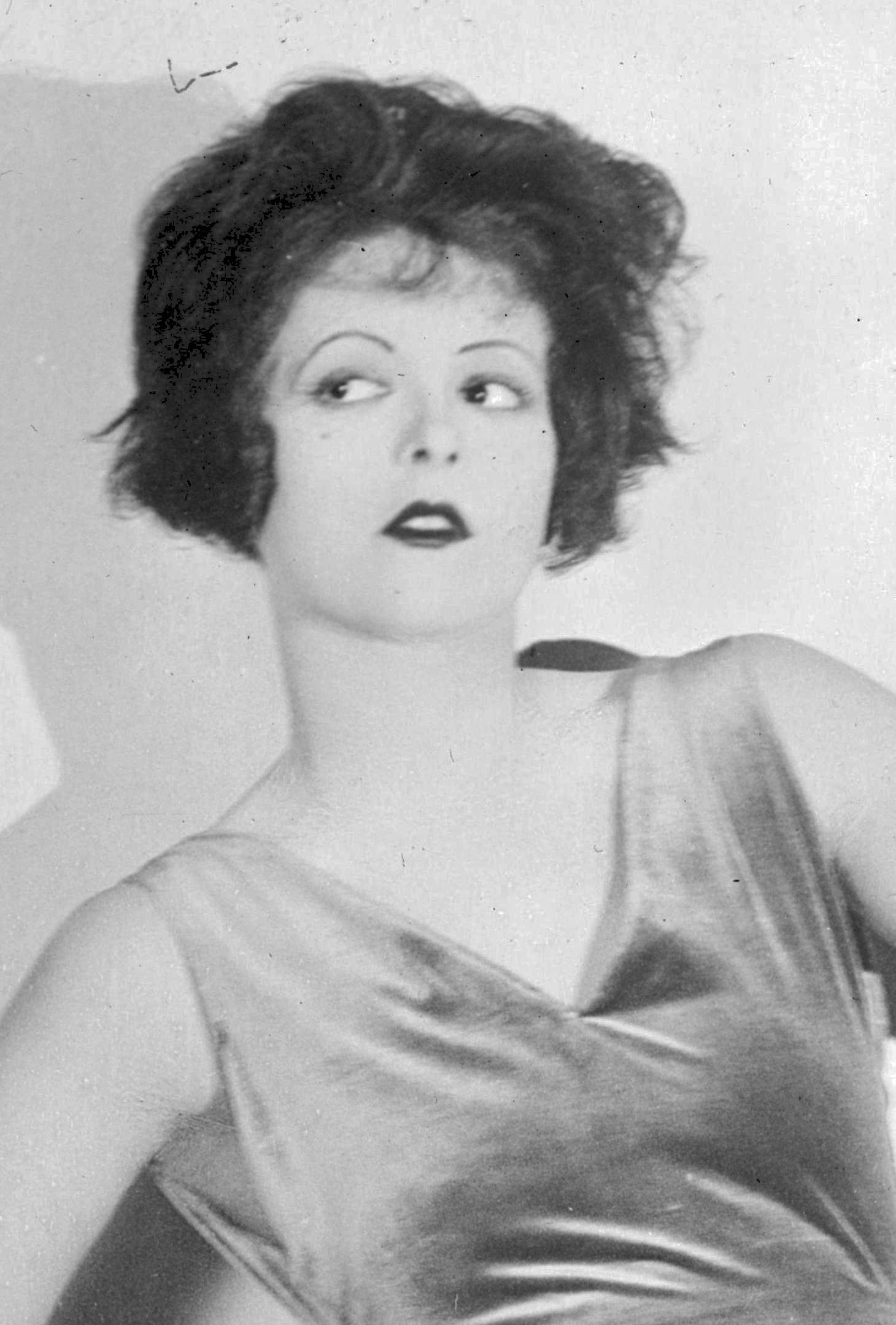
Clara Bow (* 1905)

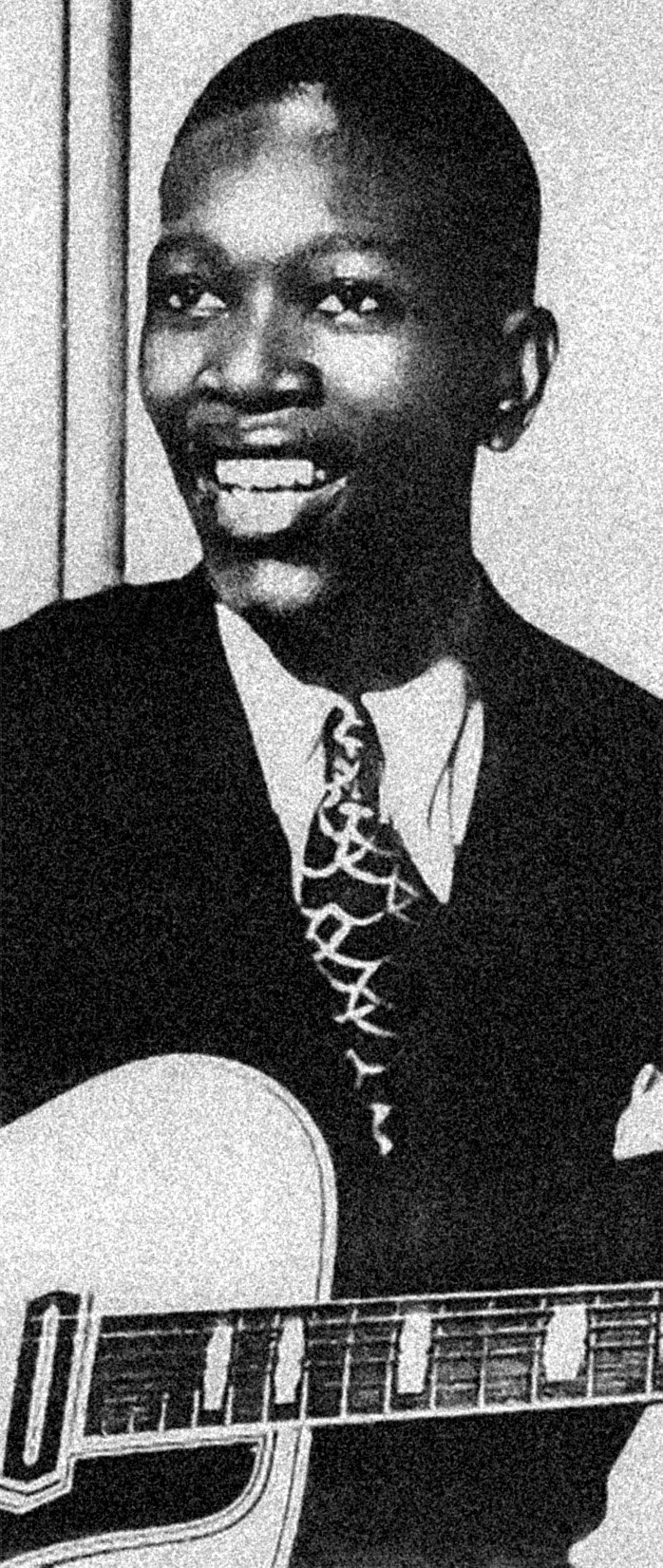
Charlie Christian (* 1916)

- 1901: Pancho Barnes, erste amerikanische Stuntpilotin
- 1901: Mabel Poulton, britische Filmschauspielerin
- 1902: David Arellano, chilenischer Fußballspieler
- 1902: Jacques-André Boiffard, französischer Arzt und Fotograf
- 1904: Antanas Gudaitis, litauischer Maler und Grafiker
- 1904: Ina Roberts, österreichische Schriftstellerin und Theaterschauspielerin
- 1905: Mabel Barnes, US-amerikanische Mathematikerin
- 1905: Clara Bow, US-amerikanische Schauspielerin
- 1905: Dag Hammarskjöld, schwedischer Politiker, zweiter UN-Generalsekretär und Friedensnobelpreisträger
- 1906: Konrad Ruthardt, deutscher Physiker
- 1906: Thelma Todd, US-amerikanische Schauspielerin
- 1909: Chester Himes, US-amerikanischer Schriftsteller
- 1909: Georgi Alexandrowitsch Muschel, russischer Komponist
- 1910: Arno Mohr, deutscher Grafiker und Maler
- 1911: Ján Cikker, slowakischer Komponist
- 1911: Eduard Claudius, deutscher Schriftsteller
- 1911: Ilsa Reinhardt, deutsche Politikerin, MdL
- 1913: Gale Page, US-amerikanische Schauspielerin
- 1913: Erich Priebke, deutscher Offizier, Kriegsverbrecher
- 1916: Charlie Christian, US-amerikanischer Jazz-Gitarrist
- 1916: Alice Sapritch, französische Schauspielerin und Sängerin
- 1917: Jean-Jacques von Allmen, Schweizer evangelischer Geistlicher und Hochschullehrer
- 1918: Don Ingalls, US-amerikanischer Drehbuchautor und Fernsehproduzent
- 1919: Kunigunde Bachl, deutsche Politikerin, MdL
- 1920: Herbert Kegel, deutscher Dirigent
- 1920: Marianne Simson, deutsche Schauspielerin
- 1924: Walter Lange, deutscher Uhrmacher und Unternehmer
- 1924: Elizabeth Short, US-amerikanisches Mordopfer
- 1924: Kurt Zimmer, deutscher Kanute
- 1925: Mikis Theodorakis, griechischer Komponist

#### 1926–1950

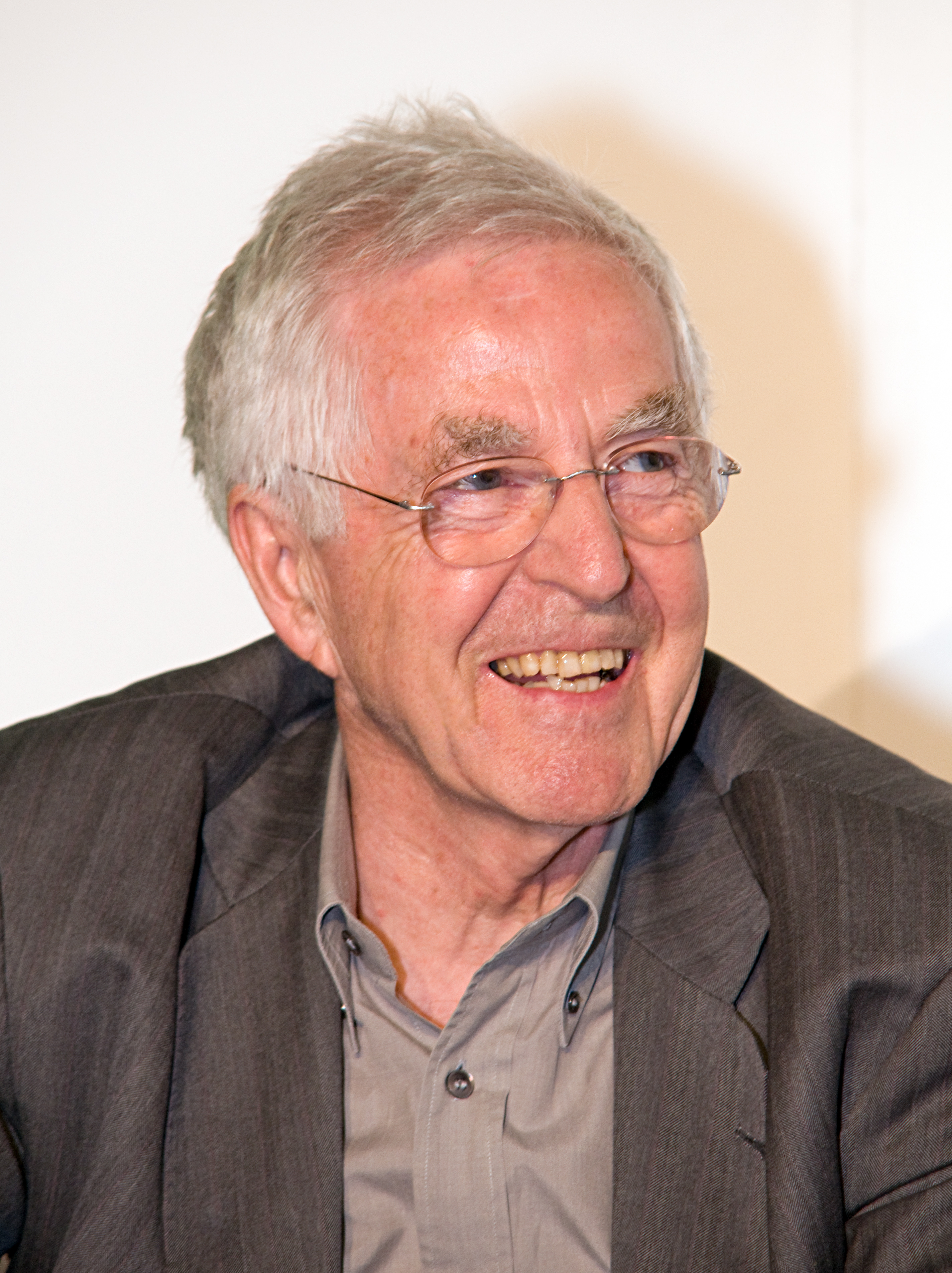
Albert Speer jr. (* 1934)

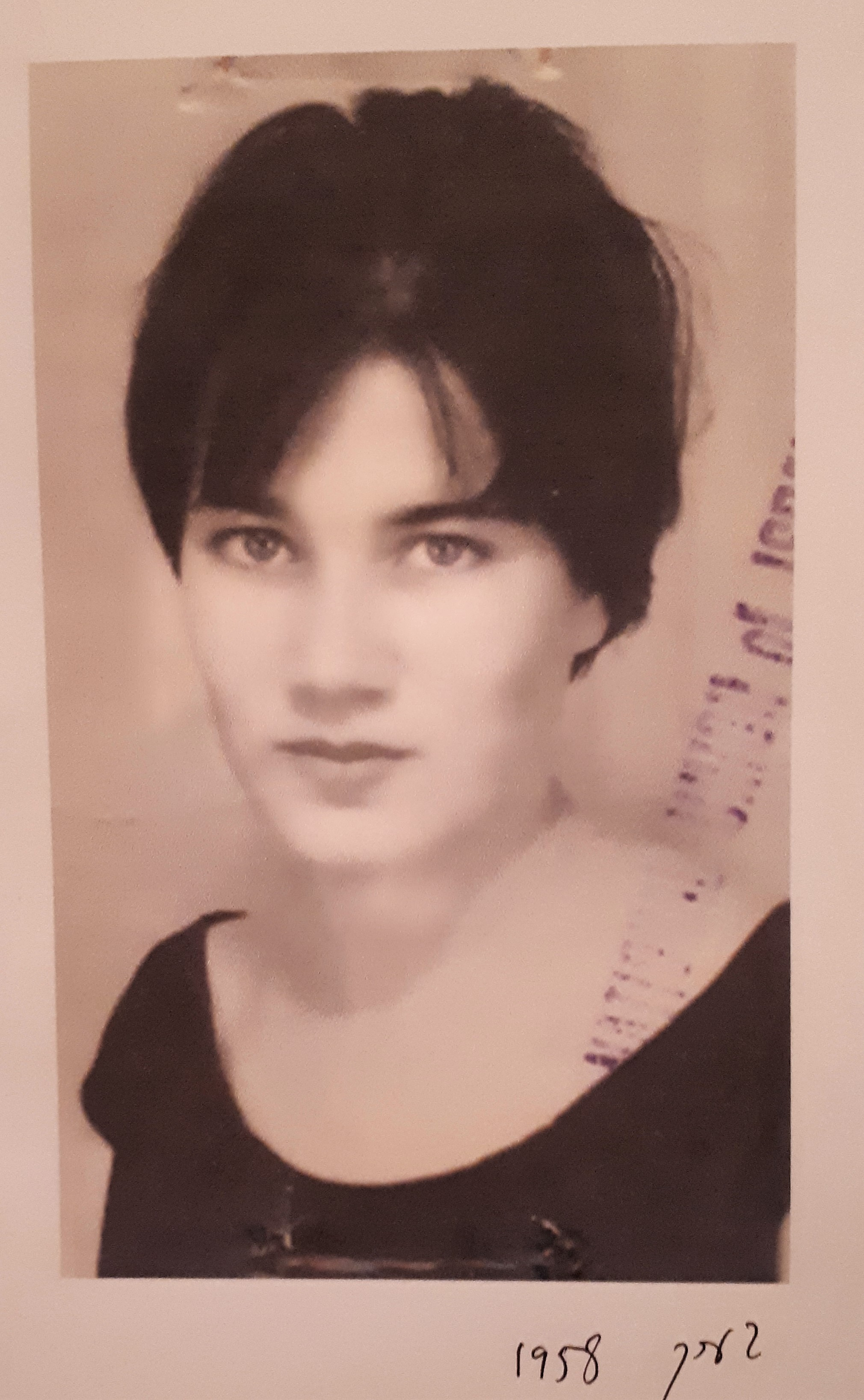
Ada Yardeni (* 1938)

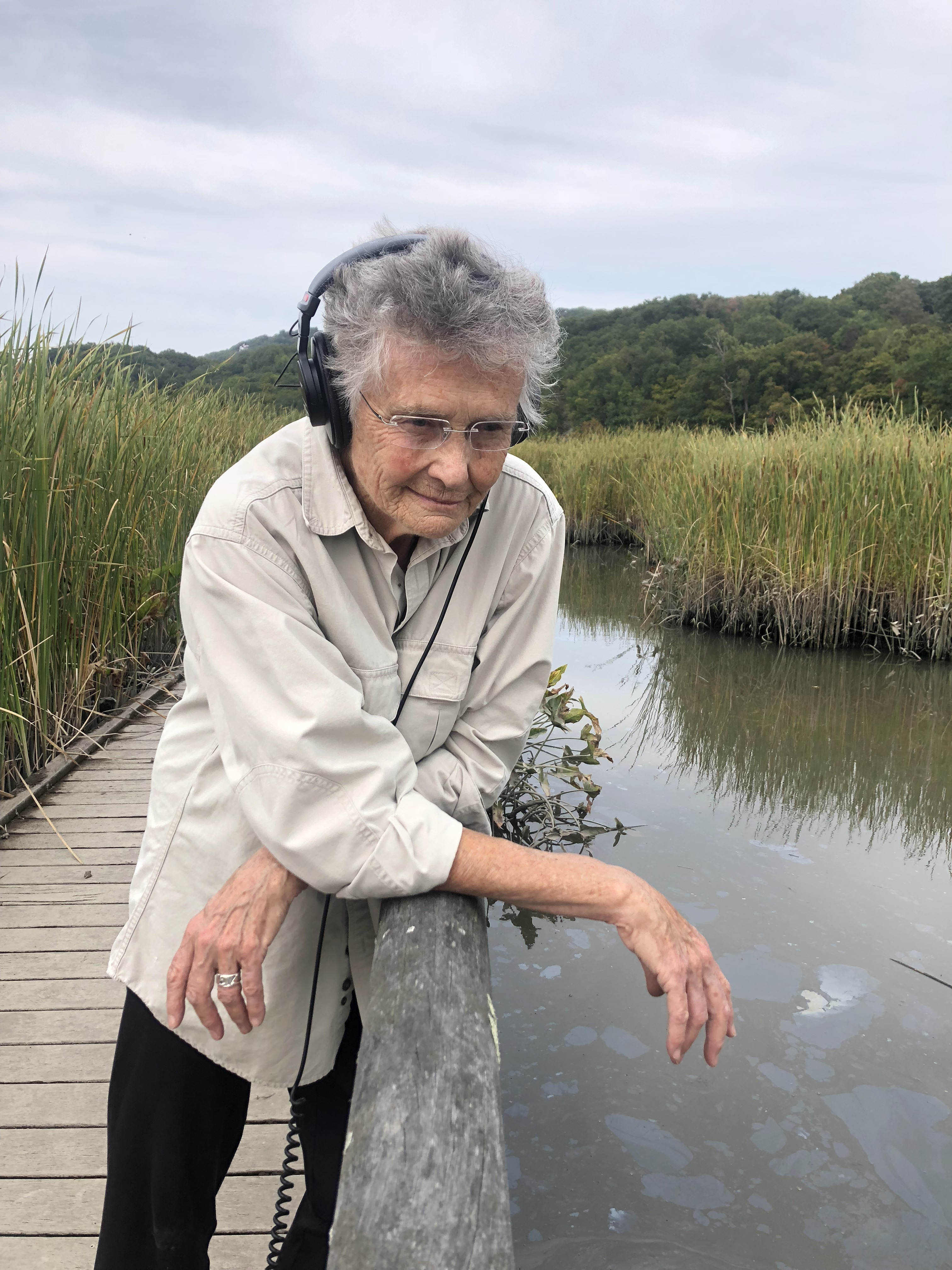
Annea Lockwood (* 1939)

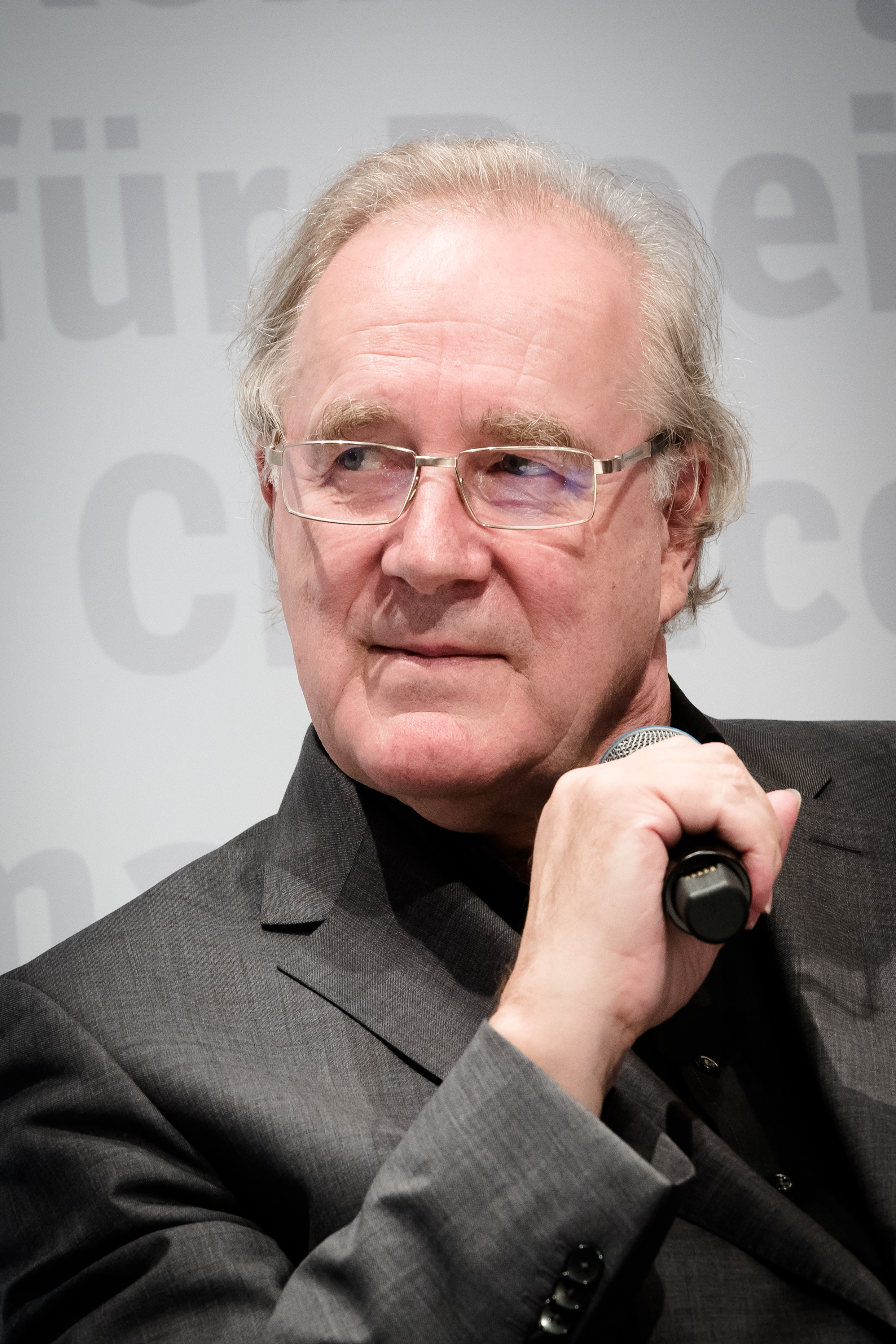
Sten Nadolny (* 1942)

- 1927: Harry Mulisch, niederländischer Schriftsteller
- 1928: Bidsina Kwernadse, georgischer Komponist
- 1928: Mary Simmons, kanadische Sängerin
- 1929: Charles Richard Anders, US-amerikanischer Komponist und Pfarrer
- 1929: Julinho, brasilianischer Fußballspieler
- 1929: Awet Terterjan, armenischer Komponist
- 1930: Gerhard Bondzin, deutscher Maler
- 1930: Lupo Hernández Rueda, dominikanischer Lyriker, Essayist, Jurist und Hochschullehrer
- 1931: Harold Sanford Kant, US-amerikanischer Showgeschäftsanwalt
- 1931: Otti Pfeiffer, deutsche Lyrikerin, Kinder- und Jugendbuchautorin
- 1932: Luigi Snozzi, Schweizer Architekt
- 1932: Max Bolkart, deutscher Skispringer
- 1933: Erich Ahrendt, deutscher Speerwerfer
- 1933: Osvaldo Cochrane Filho, brasilianischer Wasserballspieler
- 1934: Bernard Aubertin, französischer Künstler
- 1934: Albert Speer junior, deutscher Architekt und Stadtplaner
- 1935: Karl Bruggmann, Schweizer Ringer
- 1935: Alejandro Enrique Planchart, US-amerikanischer Musikwissenschaftler und -pädagoge, Dirigent und Komponist
- 1935: Peter Schreier, deutscher Sänger und Dirigent
- 1936: Jean-Charles Capon, französischer Jazzcellist
- 1936: Elizabeth Dole, US-amerikanische Senatorin
- 1937: Daniel McFadden, US-amerikanischer Ökonom
- 1937ː Ada Yardeni, israelische Künstlerin, Schriftstellerin und Paläographin
- 1938: Walter Gillik, deutscher Bobfahrer
- 1938: Peter Jennings, US-amerikanischer TV-Journalist
- 1938: Klaus Töpfer, deutscher Politiker, MdB, Bundesminister und Exekutivdirektor des Umweltprogramms der Vereinten Nationen (UNEP)
- 1939: Dany Dattel (auch Peter Dattel), einziges in Auschwitz überlebendes Berliner Kind und Devisenhändler der Kölner Herstatt-Bank
- 1939: Annea Lockwood, neuseeländisch-amerikanische Komponistin und Musikpädagogin
- 1940: Gernulf Garbe, deutscher Sportmediziner und Orthopäde, Chirotherapeut und Bodybuilder
- 1940: Bernhard Jagoda, deutscher Politiker, Präsident der Bundesanstalt für Arbeit
- 1940: Hans Ulrich Jost, Schweizer Historiker
- 1940: Boschidar Petkow, bulgarischer Komponist
- 1941: Wolfgang Bittner, deutscher Schriftsteller
- 1941: May Spils, deutsche Regisseurin
- 1942: Sten Nadolny, deutscher Schriftsteller
- 1942: Bernd Weikl, österreichischer Opernsänger
- 1943: Michael Holm, deutscher Schlagersänger
- 1943: Jürg Jegge, Schweizer Pädagoge und Autor
- 1943: Ingrid Krämer-Gulbin, deutsche Wasserspringerin, Olympiasiegerin
- 1943: Martha Rosler, US-amerikanische Konzeptkünstlerin
- 1945: Mircea Lucescu, rumänischer Fußballspieler und -trainer
- 1945: Nils Dag Strømme, norwegischer Boxer
- 1946: Stig Blomqvist, schwedischer Rallyefahrer
- 1946: Enoch zu Guttenberg, deutscher Dirigent
- 1946: Marie-France Vignéras, französische Mathematikerin
- 1947: Robert Boubet, französischer Automobilrennfahrer
- 1947: Thomas Rosenlöcher, deutscher Schriftsteller
- 1948: Jürgen Haug, deutscher Schauspieler
- 1948: Albrecht Rychen, Schweizer Politiker
- 1948: Horst Schroth, deutscher Kabarettist und Schauspieler
- 1949: Jamil Mahuad, Staatspräsident von Ecuador
- 1949: Hans Ernst Weidinger, österreichischer Philologe, Theaterwissenschaftler und Kunsthistoriker sowie Gründer des Don Juan Archivs Wien
- 1950: Monika Auweter-Kurtz, deutsche Physikerin
- 1950: Jenny Holzer, US-amerikanische Konzeptkünstlerin
- 1950: Maricica Puică, rumänische Leichtathletin, Olympiasiegerin

#### 1951–1975

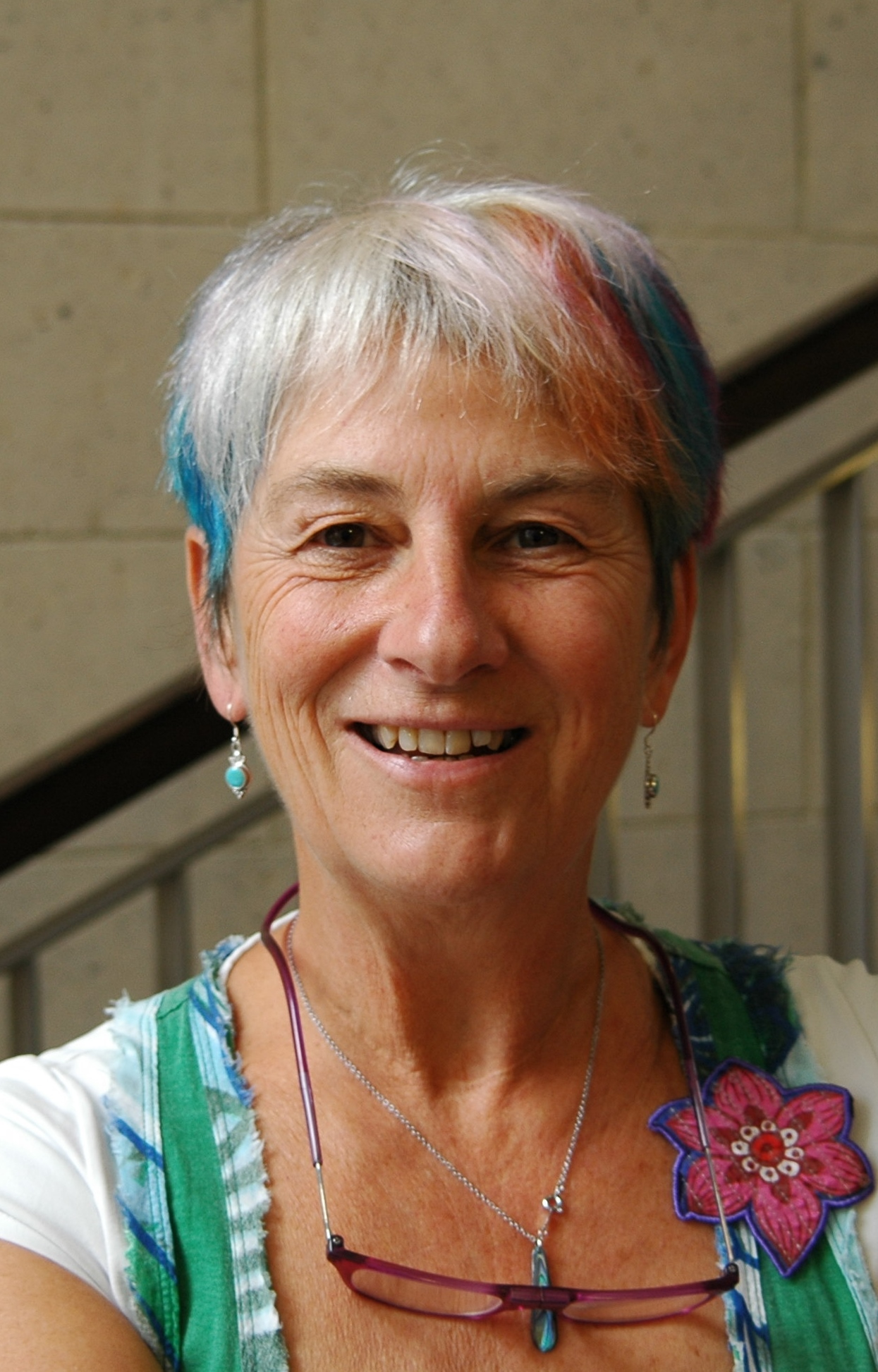
Susan Blackmore (* 1951)

- 1951: Susan Blackmore, britische Schriftstellerin, Dozentin und Rundfunksprecherin
- 1952: Christa Nickels, deutsche Politikerin, MdB
- 1952: Harold Robinson, US-amerikanischer Kontrabassist und Musikpädagoge
- 1952: Jürgen Gerner, deutscher Eisenbahningenieur, Namenforscher und Grafiker
- 1953: Geddy Lee, kanadischer Rockmusiker (Rush)
- 1953: Teresa Orlowski, polnische Pornodarstellerin und Produzentin
- 1954: Jeannetta Arnette, US-amerikanische Schauspielerin
- 1955: Martin Adjou Moumouni, beninischer Bischof

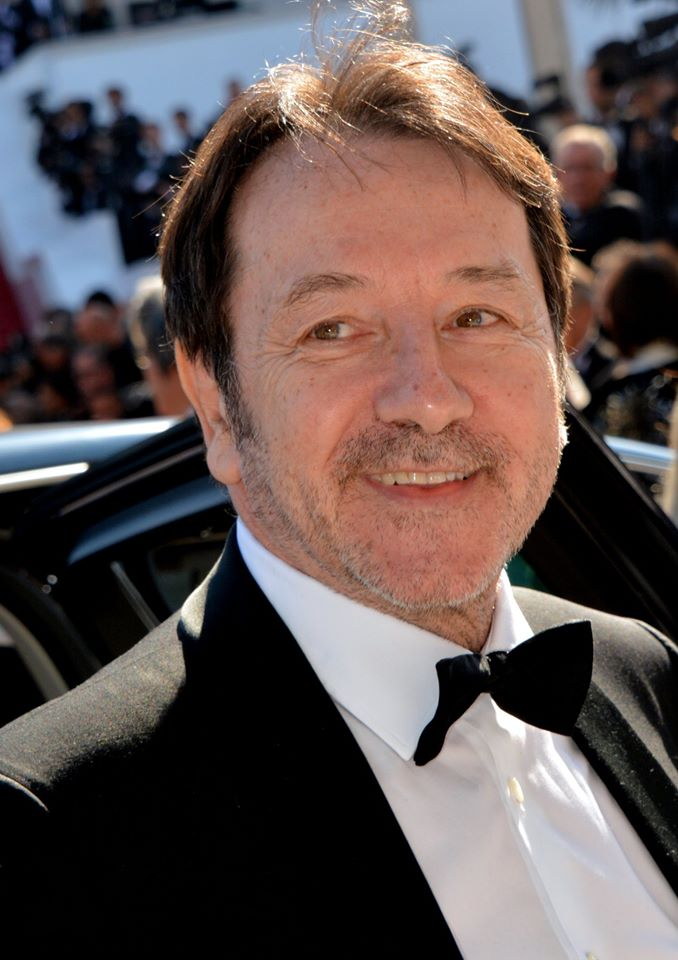
Jean-Hugues Anglade (* 1955)

- 1955: Jean-Hugues Anglade, französischer Schauspieler
- 1955: Klaus Otto Nagorsnik, deutscher Quizspieler
- 1955: Eduardo Niebla, spanischer Gitarrist, Arrangeur und Komponist
- 1956: Viv Anderson, englischer Fußballspieler
- 1956: Edita Tahiri, kosovarische Politikerin
- 1957: Thomas Borer, Schweizer Unternehmensberater und ehemaliger Diplomat
- 1957: Viktor Gavrikov, litauisch-schweizerischer Schachspieler
- 1957: Hannes Gschwentner, österreichischer Politiker
- 1957: Ulrich Tukur, deutscher Schauspieler
- 1957: Daniel Werner, deutscher Schauspieler
- 1958: Elisabeth Graf-Riemann, deutsche Schriftstellerin
- 1958: Johannes Kirchlechner, deutscher Kameramann
- 1959: Klaus-Peter Dehde, deutscher Politiker, MdL
- 1960: Eckhard Nagel, deutscher Mediziner und Professor
- 1960: Roland Riese, deutscher Politiker, MdL

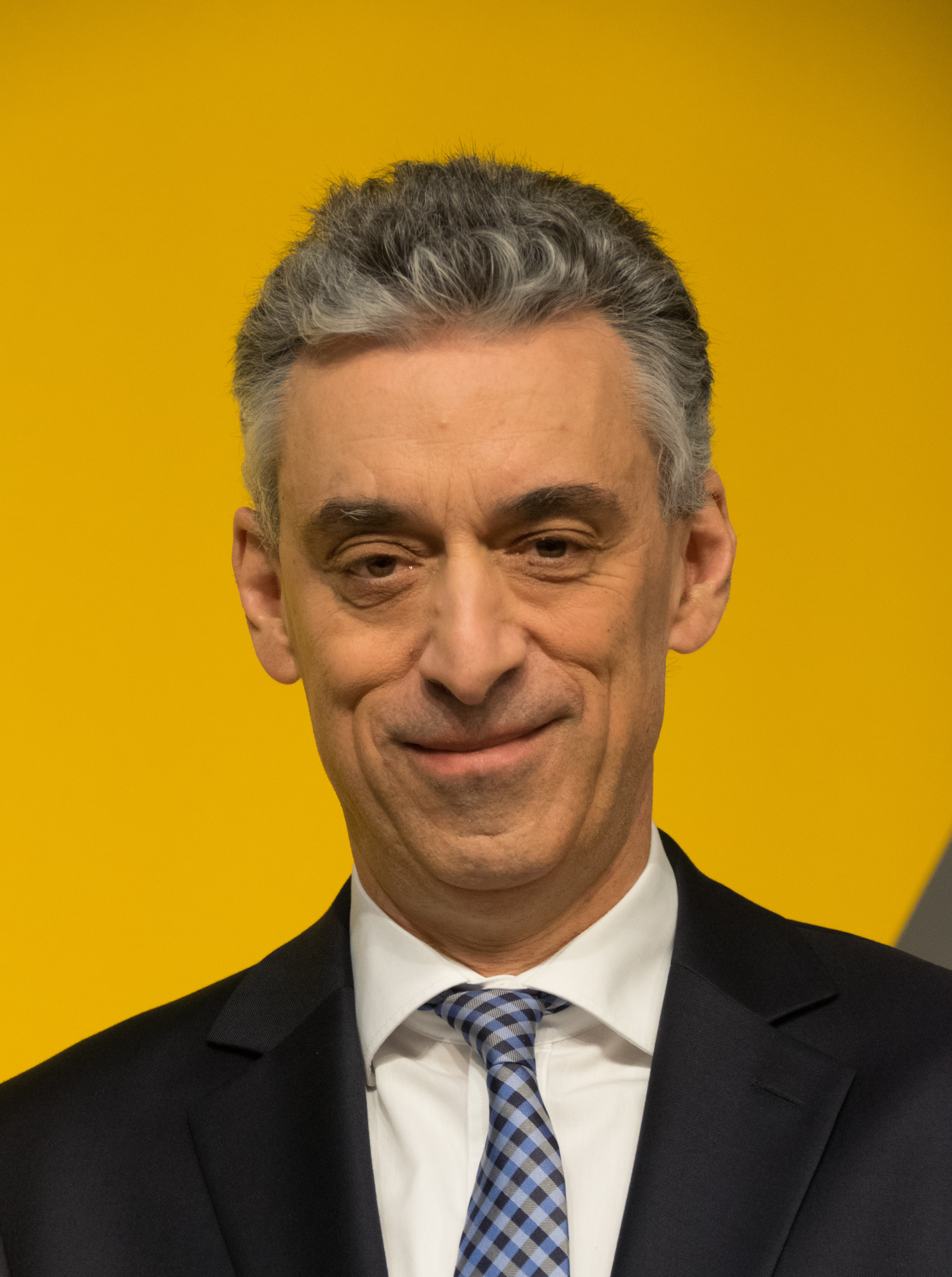
Frank Appel (* 1961)

- 1961: Frank Appel, deutscher Manager
- 1962: Kevin Chapman, US-amerikanischer Schauspieler
- 1962: Carl Cox, britischer Musiker
- 1962: Gabriela Kasperski, Schweizer Autorin
- 1963: Daniel Ramseier, Schweizer Dressurreiter
- 1964: Ferri Abolhassan, deutscher Manager
- 1964: Susanne Fritz, deutsche Schriftstellerin und Regisseurin
- 1964: Lukas Hässig, Schweizer Wirtschaftsjournalist und Autor
- 1964: Johannes Oeldemann, deutscher Theologe
- 1964: Atle Pedersen, norwegischer Radrennfahrer
- 1964: Uwe von Seltmann, deutscher Journalist und Schriftsteller
- 1964: Shin Hi-sup, südkoreanischer Boxer
- 1964: Gražina Šmigelskienė, litauische Politikerin und Journalistin
- 1964: Claudia Waldi, deutsche Ruderin
- 1965: Chang-Rae Lee, US-amerikanischer Schriftsteller
- 1966: Sally Gunnell, britische Leichtathletin, Olympiasiegerin
- 1966: Martina McBride, US-amerikanische Country-Sängerin
- 1967: Rodney Mall, US-amerikanischer Unternehmer und Automobilrennfahrer
- 1967: Ines Saborowski, deutsche Politikerin
- 1968: Kathrin Lietz, deutsche Handballspielerin
- 1969: Joel Fan, US-amerikanischer Pianist
- 1971: Lisa Ekdahl, schwedische Jazz-Pop-Sängerin
- 1971: Andrea Philipp, deutsche Leichtathletin
- 1972: Juichi Wakisaka, japanischer Automobilrennfahrer
- 1972: Wil Wheaton, US-amerikanischer Schauspieler und Schriftsteller
- 1973: Stephen Dorff, US-amerikanischer Schauspieler
- 1974: Josh Radnor, US-amerikanischer Schauspieler
- 1974: Maja Sommerlund, dänische Handballspielerin

#### 1976–2000

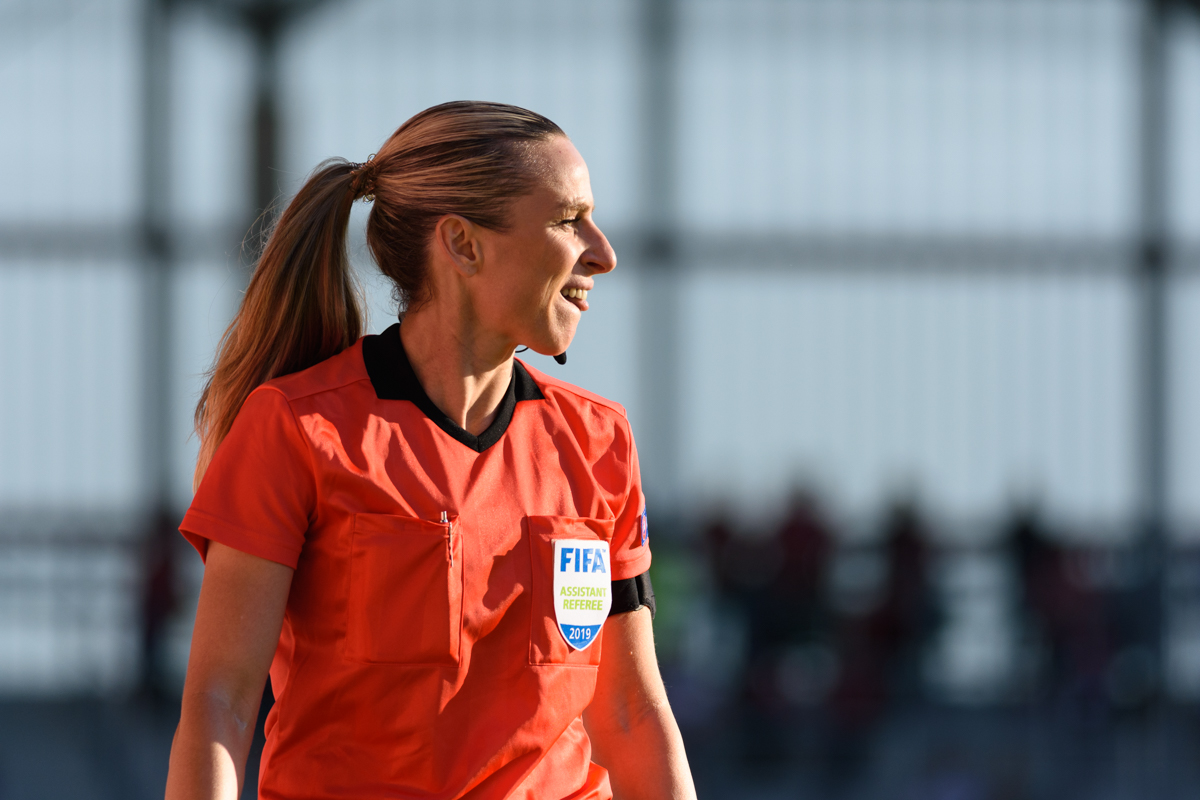
Chrysoula Kourompylia (* 1977)

- 1976: Rhymin Simon, deutscher Rapper
- 1977: Luiz Amorim, brasilianischer Straßenradrennfahrer
- 1977: Chrysoula Kourompylia, griechische Fußballschiedsrichterassistentin
- 1977: Maximilian Ramota, deutscher Handballspieler
- 1979: André Lakos, österreichischer Eishockeyspieler
- 1979: Issam Tej, tunesischer Handballspieler
- 1980: Daniel Rakete Siegel, deutscher Filmregisseur
- 1981: Fernando Alonso, spanischer Formel-1-Pilot
- 1981: Mirya Kalmuth, deutsche Schauspielerin
- 1981: Silvana Pacheco Gallardo, peruanische Schachspielerin, -schiedsrichterin und -trainerin

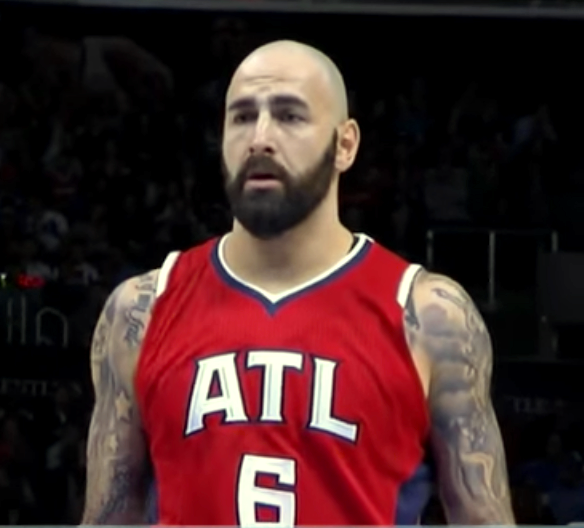
Pero Antić (* 1982)

- 1982: Pero Antić, mazedonischer Basketballspieler
- 1982: Allison Mack, US-amerikanische Schauspielerin
- 1982: Andy Reid, irischer Fußballspieler
- 1982: Carola Söberg, schwedische Fußballspielerin
- 1983: Thomas Korell, deutscher Politiker
- 1984: Oh Beom-seok, südkoreanischer Fußballspieler
- 1984: Hanna Bessonowa, ukrainische Sportgymnastin
- 1985: Besart Berisha, albanischer Fußballspieler
- 1987: Victor Butler, US-amerikanischer American-Football-Spieler
- 1987: Yūki Nakayama, japanischer Automobilrennfahrer
- 1988: Tarjei Bø, norwegischer Biathlet
- 1989: Nick Afanasiev, US-amerikanischer Schauspieler und Filmemacher

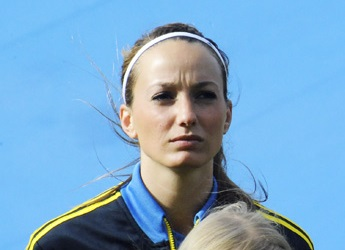
Kosovare Asllani (* 1989)

- 1989: Kosovare Asllani, schwedische Fußballspielerin
- 1989: Xilent, polnischer DJ und Musikproduzent
- 1990: Oleg Alexandrowitsch Schatow, russischer Fußballspieler
- 1991: Ariel Borysiuk, polnischer Fußballspieler
- 1991: Catherine Chikosi, deutsche Schauspielerin und Sprecherin
- 1991: Ruby Commey, deutsche Schauspielerin
- 1991: Ramona Siebenhofer, österreichische Skirennläuferin
- 1992: Paul-Georges Ntep, kamerunisch-französischer Fußballspieler
- 1993: Dak Prescott, US-amerikanischer American-Football-Spieler
- 1994: Daniele Rugani, italienischer Fußballspieler
- 1994: Vivian Tauschwitz, deutsche Politikerin (CDU), Mitglied des Bundestages
- 1996: Julian Lautenschlager, deutscher Eishockeyspieler
- 1996: Björn Rother, deutscher Fußballspieler
- 1997: Jana Halliday, belarussische Billardspielerin
- 1998: Michael Augustin, österreichischer Fußballspieler
- 1999: Maxime Robin, französischer Automobilrennfahrer
- 1998: Tijjani Reijnders, niederländischer Fußballspieler
- 1998: Teresa Zurek, deutsche Leichtathletin
- 2000: Wilmer Cabrera Jr., US-amerikanisch-kolumbianischer Fußballspieler
- 2000: Jack Sanborn, US-amerikanischer American-Football-Spieler

### 21. Jahrhundert
- 2001: Tijl De Decker, belgischer Radrennfahrer
- 2003: Renato Veiga, portugiesischer Fußballspieler
- 2004: Célia Henaff, französische Biathletin
- 2004: Liam Maendl-Lawrance, deutscher Dartspieler

## Gestorben

### Vor dem 16. Jahrhundert

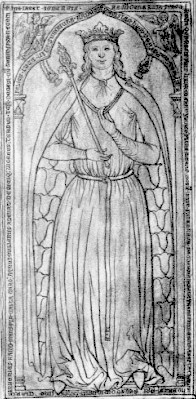
Ingeborg von Dänemark († 1236)

Robert de Juliac († 1377)

- 0238: Balbinus, römischer Kaiser
- 1018: Balderich II., Bischof von Lüttich
- 1030: Arnljótr gellini, schwedischer Wikinger
- 1030: Olav II., „der Dicke“, norwegischer König
- 1032: Mathilde, Herzogin von Kärnten und Oberlothringen
- 1060: Heinrich I., Pfalzgraf von Lothringen
- 1095: Ladislaus I., König von Ungarn und katholischer Heiliger
- 1099: Urban II., Papst
- 1108: Philipp I., König von Frankreich
- 1162: Guigues V., Graf von Albon und Dauphin von Viennois
- 1189: Maud von Gloucester, anglo-normannische Adlige
- 1218: Ludwig II., Graf von Loon
- 1233: Savary de Mauléon, französischer Ritter und Baron
- 1236: Ingeborg von Dänemark, dänische Prinzessin und Königin von Frankreich
- 1326: Richard de Burgh, 2. Earl of Ulster, hiberno-normannischer Adliger
- 1328: Gerhard V., Graf von Jülich
- 1343: Heinrich von Pirnbrunn, Erzbischof von Salzburg
- 1347: Ludwig Schenk von Neindorf, Bischof von Brandenburg
- 1377: Robert de Juliac, Großmeister des Malteserordens
- 1394: Ruprecht von Berg, Elekt-Fürstbischof von Passau und Paderborn
- 1412: Peter von Navarra, französischer Adeliger, Graf von Mortain
- 1457: Francesco Pesellino, Florentiner Maler

### 16. bis 18. Jahrhundert

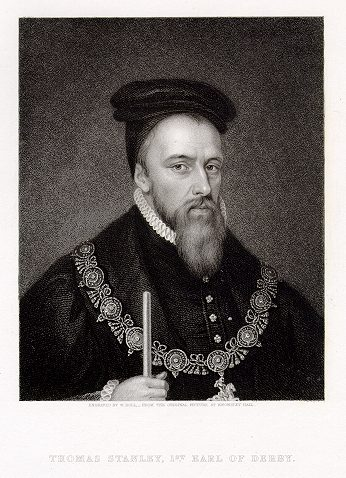
Thomas Stanley († 1504)

- 1504: Thomas Stanley, 1. Earl of Derby, englischer Adeliger und Herrscher der Isle of Man
- 1507: Martin Behaim, deutscher Kartograf, Astronom und Kosmograph
- 1519: Wolfgang, Graf von Ortenburg
- 1566: Bartholomeus Tinnappel, Bürgermeister der Hansestadt Lübeck
- 1573: John Caius, englischer Hofarzt, ermöglichte die erneute Gründung von Gonville Hall
- 1589: Anna Maria, Pfalzgräfin von Simmern, Prinzessin von der Pfalz und schwedische Kronprinzessin
- 1600: Adolf von Schwarzenberg, kaiserlicher Feldherr in den Türkenkriegen
- 1616: Christian Friis, dänischer Staatsmann
- 1616: Tang Xianzu, chinesischer Bühnenautor
- 1617: Katharina von Redern, böhmische Adelige
- 1644: Urban VIII., Papst

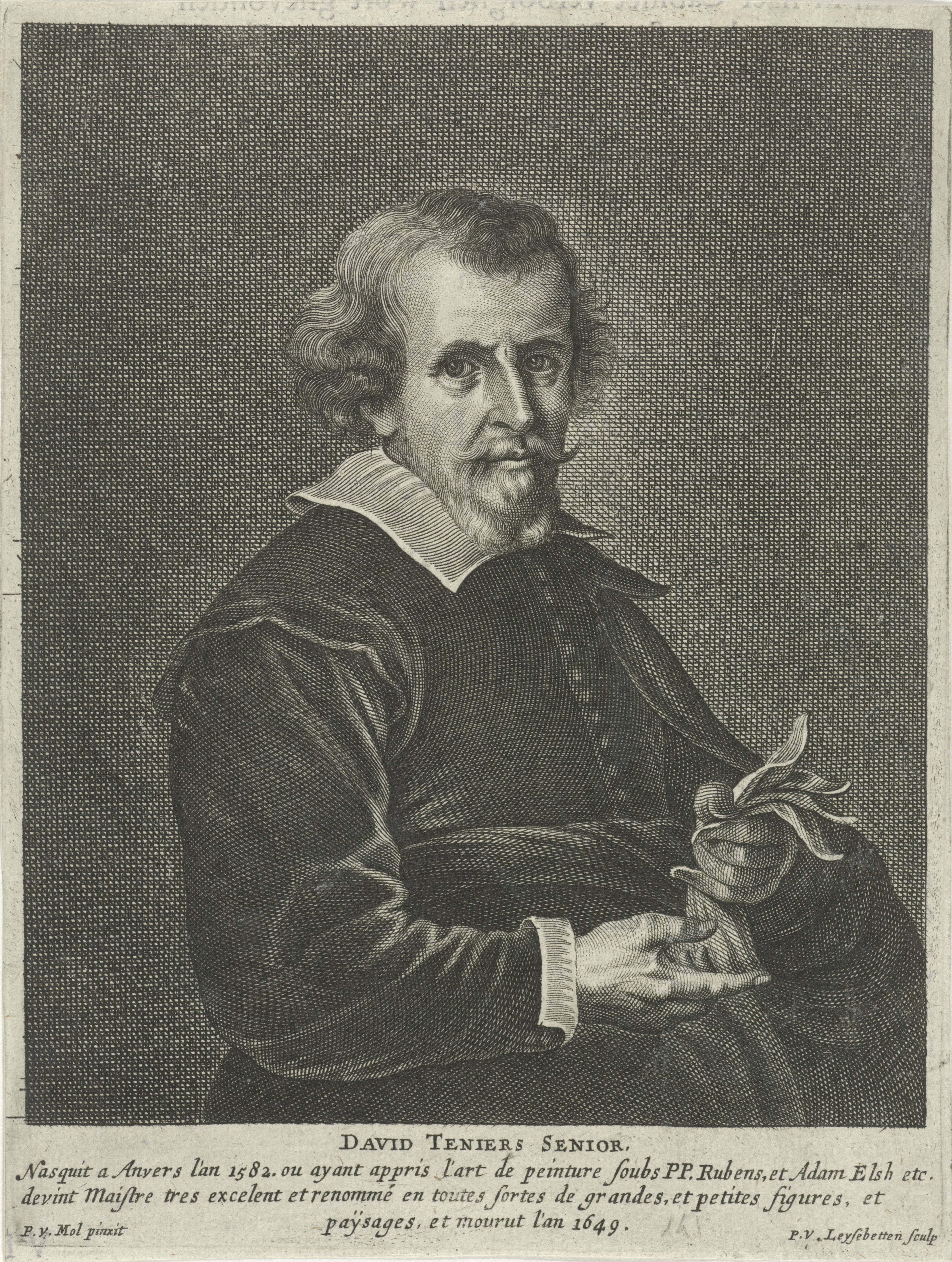
David Teniers († 1649)

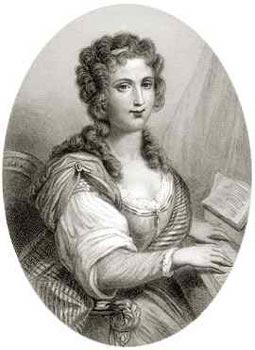
Madame de Warens († 1762)

- 1649: David Teniers der Ältere, flämischer Maler
- 1669: Christopher Simpson, englischer Komponist und Gambenspieler
- 1669: Josias von Waldeck, braunschweig-lüneburgischer Generalmajor
- 1670: Vincenzo Amato, italienischer Komponist
- 1674: Maria Ursula Kolb von Wartenberg, Erzieherin der Liselotte von der Pfalz
- 1678: Andrzej Wiszowaty, polnischer unitarischer Philosoph und Theologe
- 1694: Safi II., Schah von Persien
- 1695: Ulrich Hipparchos von Promnitz, kurbrandenburgischer und kursächsischer Kabinettsminister
- 1732: Luise von Anhalt-Dessau, Fürstin von Anhalt-Bernburg
- 1733: Georg Friedrich Pancug, Bürgermeister von Heilbronn
- 1735: Sophie Luise zu Mecklenburg-Schwerin, Königin in Preußen
- 1762: Françoise-Louise de Warens, Freundin und Geliebte Jean Jacques Rousseaus
- 1769: Andreas Elias Büchner, deutscher Mediziner
- 1783: Johann Friedrich Hirt, deutscher evangelischer Theologe und Orientalist
- 1786: Franz Aspelmayr, österreichischer Komponist
- 1792: René-Nicolas-Charles-Augustin de Maupeou, Kanzler von Frankreich
- 1796: Luis de Córdova, spanischer Admiral
- 1797: Christoph Rheineck, deutscher Komponist

### 19. Jahrhundert

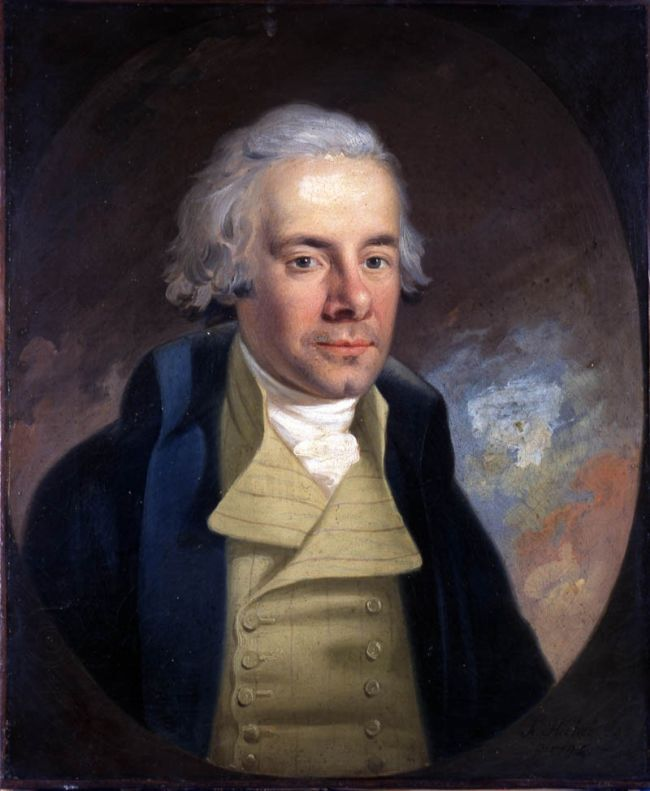
William Wilberforce († 1833)

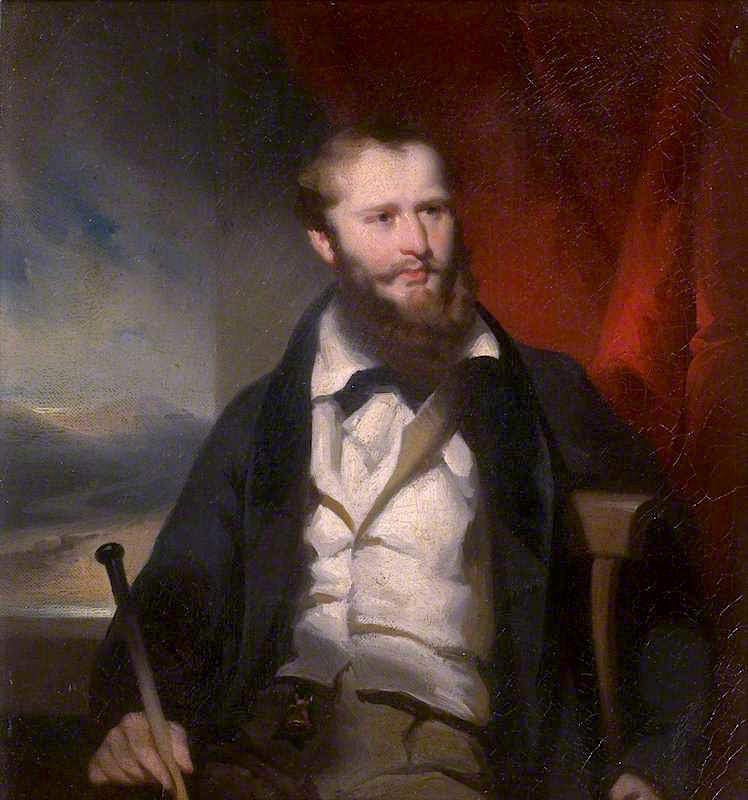
James Holman († 1857)

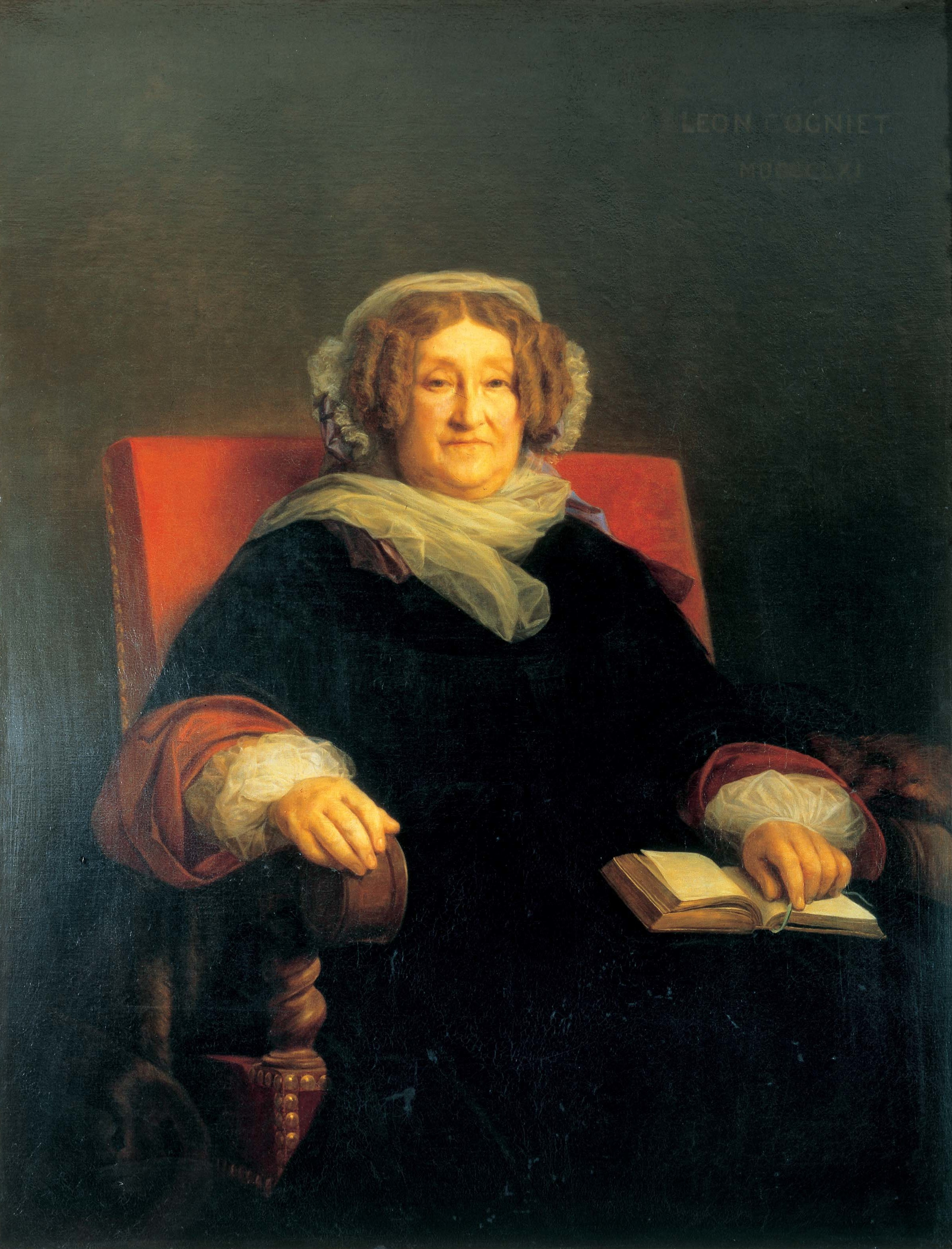
Veuve Clicquot-Ponsardin († 1866)

- 1811: William Cavendish, 5. Duke of Devonshire, britischer Adliger
- 1813: Jean Andoche Junot, französischer Général de division und Adjutant von Napoléon Bonaparte
- 1827: Karl Gottlob Sonntag, deutscher Geistlicher, Generalsuperintendent von Livland
- 1827: Johann Martin Usteri, Schweizer Dichter
- 1833: William Wilberforce, britischer Parlamentarier und Anführer im Kampf gegen den Sklavenhandel
- 1844: Franz Xaver Wolfgang Mozart, österreichischer Komponist
- 1851: Barnabas Huber, Benediktiner-Abt
- 1855: Friedrich Daniel Bassermann, badischer Unternehmer und liberaler Politiker
- 1856: Karel Havlíček Borovský, tschechischer Dichter, Prosaist, Literaturkritiker, Übersetzer, Politiker und Journalist
- 1856: Robert Schumann, deutscher Komponist und Pianist der Romantik, Ehemann von Clara Schumann
- 1857: Charles Lucien Jules Laurent Bonaparte, italienischer Ornithologe, Zoologe und Politiker
- 1857: James Holman, britischer Reisender, Abenteurer und Autor
- 1866ː Barbe-Nicole Clicquot-Ponsardin, französische Geschäftsfrau und die erste Frau überhaupt, die ein Champagnerhaus leitete
- 1866: Moriz Heider, österreichischer Zahnarzt
- 1868: Albrecht Theodor Middeldorpf, deutscher Mediziner, Begründer der Galvanokaustik
- 1882: Andrew Leith Adams, schottischer Mediziner, Naturforscher und Geologe
- 1886: Adolf Müller senior, österreichisch-ungarischer Schauspieler und Komponist
- 1886: Friedrich von Bothmer, bayerischer General der Infanterie
- 1890: Paul Barbe, französischer Politiker und Industrieller
- 1890: Vincent van Gogh, niederländischer Maler und Zeichner, Mitbegründer der modernen Malerei
- 1894: Richard Buchta, deutscher Afrikaforscher
- 1900: Sigbjørn Obstfelder, norwegischer Schriftsteller
- 1900: Umberto I., König von Italien

### 20. Jahrhundert

#### 1901–1950

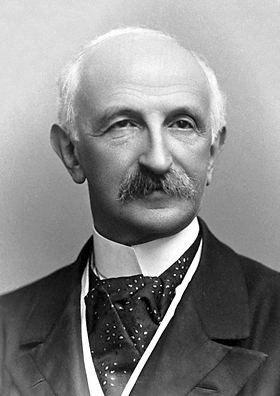
Tobias Asser († 1913)

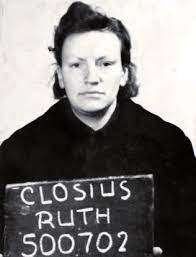
Ruth Neudeck († 1948)

- 1901: Adolf Bleichert, deutscher Unternehmer und Wegbereiter des Seilbahnbaus
- 1902: Joseph Kürschner, deutscher Schriftsteller und Lexikograph
- 1908ː Marie Adam-Doerrer, deutsch-schweizerische Frauenrechtlerin
- 1913: Tobias Asser, niederländischer Jurist und Politiker
- 1918: İbrahim Hakkı Pascha, Großwesir des Osmanischen Reiches
- 1920: Wolfgang zu Ysenburg und Büdingen, Fürst zu Ysenburg-Büdingen
- 1930: Alexander von Fielitz, deutscher Komponist
- 1932: Amelia Bailey, australische Sängerin
- 1932: Heinrich Schwanold, deutscher Lehrer und Heimatforscher
- 1933: Gerhard Schjelderup, norwegischer Komponist
- 1934: Eduard Philipp Arnold, deutscher Architekt, Dozent und Autor
- 1937: Hermine Overbeck-Rohte, deutsche Malerin
- 1938: Pawel Jefimowitsch Dybenko, russischer Revolutionär und Offizier
- 1942: Louis Bornó, haitianischer Politiker
- 1944: Hans Collani, deutscher Offizier der Waffen-SS
- 1947: Grantley Goulding, britischer Leichtathlet
- 1948: Ruth Neudeck, deutsche Aufseherin im KZ Ravensbrück
- 1950: Joe Fry, britischer Automobilrennfahrer

#### 1951–1975
- 1951: Alewtina Alexandrowna Bilinkina, sowjetische Vulkanologin und Geologin
- 1951: Wilhelm Hamacher, deutscher Politiker

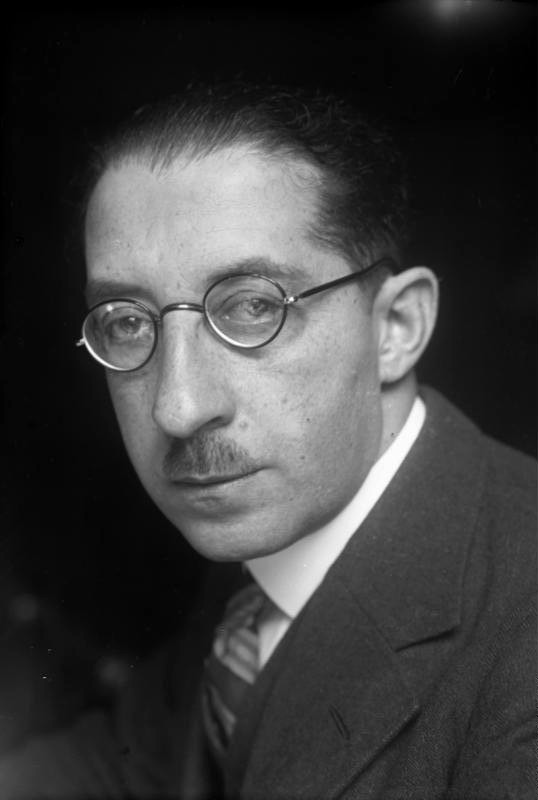
Bernhard Weiß († 1951)

- 1951: Bernhard Weiß, deutscher Polizeivizepräsident von Berlin und Goebbels-Gegner
- 1952: Georg von Arnswaldt, deutscher Forstmann und Naturschützer
- 1956: Ludwig Klages, deutscher Lebensphilosoph und Psychologe
- 1956: Antonio Scatasso, argentinischer Bandoneonist, Bandleader und Tangokomponist
- 1957: Franz Anderle, österreichischer Offizier
- 1957: Ricardo Rojas, argentinischer Schriftsteller und Essayist, Bildungspolitiker und Pädagoge
- 1960: Robert P. Bass, US-amerikanischer Politiker
- 1960: Max Becker, deutscher Politiker, MdB
- 1962: Gabriel Acacius Coussa, syrischer Geistlicher, Erzbischof der melkitisch griechisch-katholischen Kirche, Kurienerzbischof
- 1962: Ronald Aylmer Fisher, britischer Genetiker, Evolutionstheoretiker und Statistiker

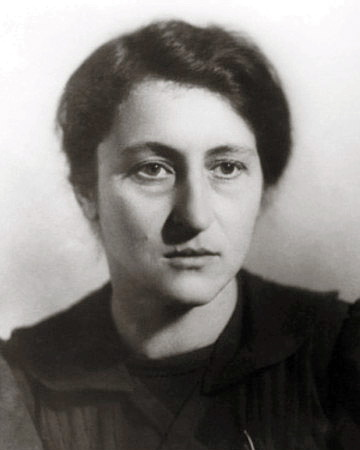
Wanda Wasilewska († 1964)

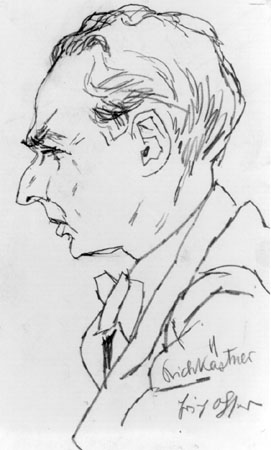
Erich Kästner († 1974)

- 1964: Wanda Wasilewska, polnische und sowjetische Schriftstellerin
- 1966: Johnson Aguiyi-Ironsi, nigerianischer Offizier
- 1966: Edward Gordon Craig, britischer Schauspieler und Regisseur, Bühnenbildner und Grafiker
- 1966: Pál Járdányi, ungarischer Komponist und Musikpädagoge
- 1970: Johannes Sigfred Andersen, norwegischer Schmuggler, Verbrecher und Widerstandskämpfer
- 1970: John Barbirolli, britischer Dirigent
- 1970: Ionel Perlea, rumänischer Dirigent und Komponist
- 1973: Henri Charrière, französischer Schriftsteller
- 1973: Roger Williamson, britischer Formel-1-Pilot
- 1974: Cass Elliot, US-amerikanische Sängerin (The Mamas and the Papas)
- 1974: Erich Kästner, deutscher Schriftsteller, Drehbuchautor und Kabarettist
- 1974: Georg Klaus, deutscher Philosoph, Schachspieler und Schachfunktionär
- 1975: James Blish, US-amerikanischer Science-Fiction-Schriftsteller

#### 1976–2000
- 1978: Fritz Burgbacher, deutscher Politiker
- 1978: Wesley La Violette, US-amerikanischer Komponist

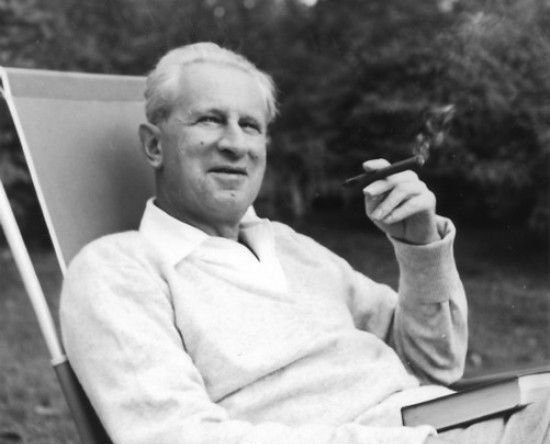
Herbert Marcuse († 1979)

- 1979: Herbert Marcuse, deutsch-US-amerikanischer Philosoph, Politologe und Soziologe
- 1980: Adelbert Mühlschlegel, deutscher Bahai
- 1980: Jan Tausinger, tschechischer Komponist, Dirigent, Chorleiter und Musikpädagoge rumänischer Herkunft
- 1981: Robert Moses, US-amerikanischer Stadtplaner
- 1982: Vladimir Zworykin, russischer Ingenieur, Physiker und Erfinder
- 1983: Luis Buñuel, spanischer Filmemacher und Regisseur
- 1983: Raymond Massey, kanadisch-US-amerikanischer Schauspieler
- 1983: David Niven, britischer Schauspieler
- 1984: Woodrow Parfrey, US-amerikanischer Schauspieler
- 1986: Joe Kopcha, US-amerikanischer American-Football-Spieler und Chirurg
- 1989: Nancy Andrews, US-amerikanische Schauspielerin
- 1990: Bruno Kreisky, österreichischer Politiker, Außenminister, Bundeskanzler
- 1992: William Mathias, walisischer Komponist
- 1993: Caroline K. Simon, US-amerikanische Juristin und Politikerin
- 1994: Grigol Abaschidse, georgischer Dichter

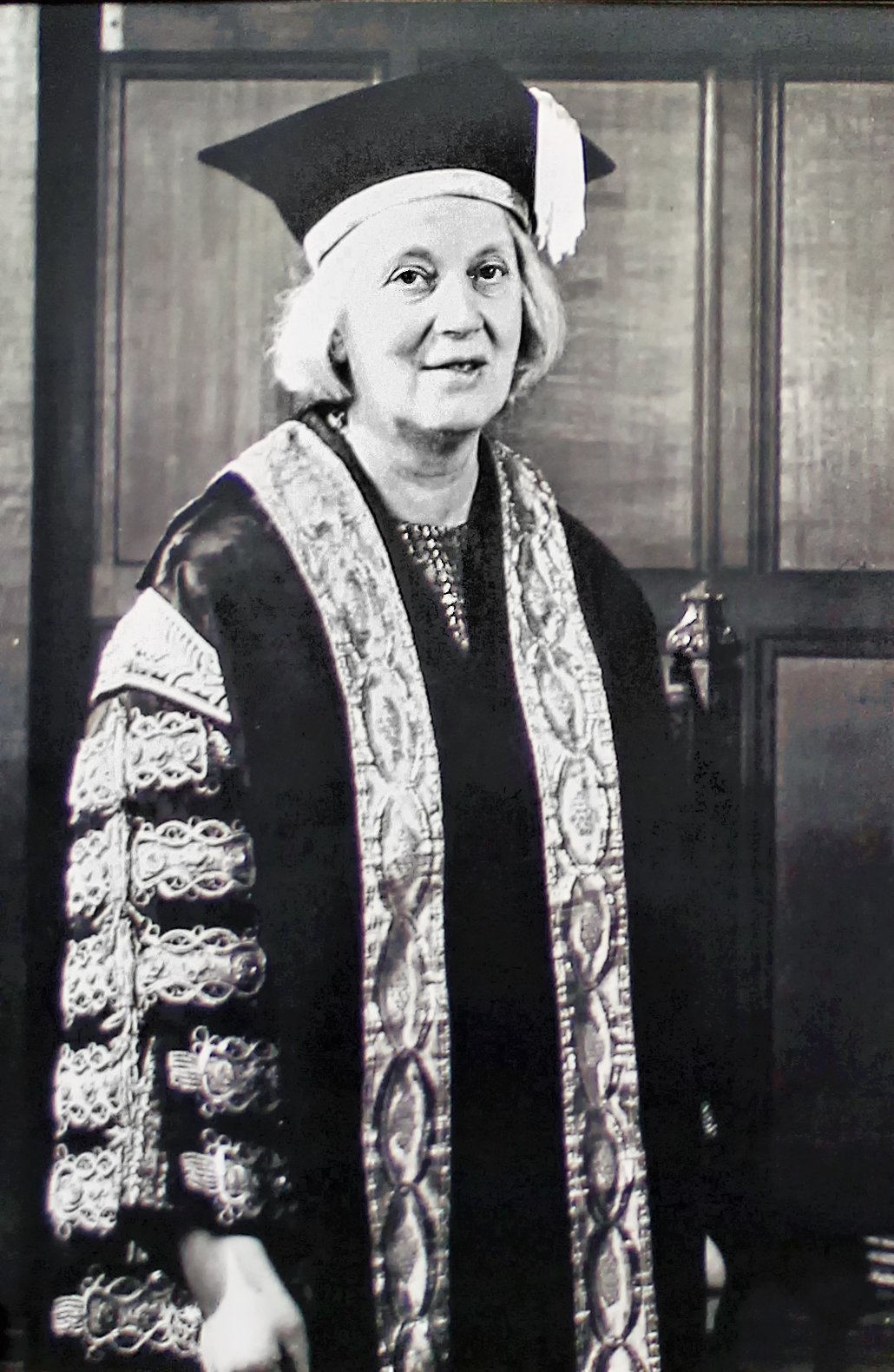
Dorothy Crowfoot Hodgkin († 1994)

- 1994: Dorothy Crowfoot Hodgkin, britische Biochemikerin, Nobelpreisträgerin
- 1995: Leo Kofler, deutscher Philosoph
- 1995: Gerhard Schumann, deutscher Schriftsteller
- 1995: Severino Varela, uruguayischer Fußballspieler
- 1997: John Archer, britischer Sprinter
- 1999: Anita Carter, US-amerikanische Country- und Folk-Sängerin
- 1999: Ricarda Schwerin, deutsche Fotografin
- 2000: Wilmer Cabrera Jr., US-amerikanisch-kolumbianischer Fußballspieler
- 2000: René Favaloro, argentinischer Arzt
- 2000: Lothar Quinte, deutscher Maler

### 21. Jahrhundert

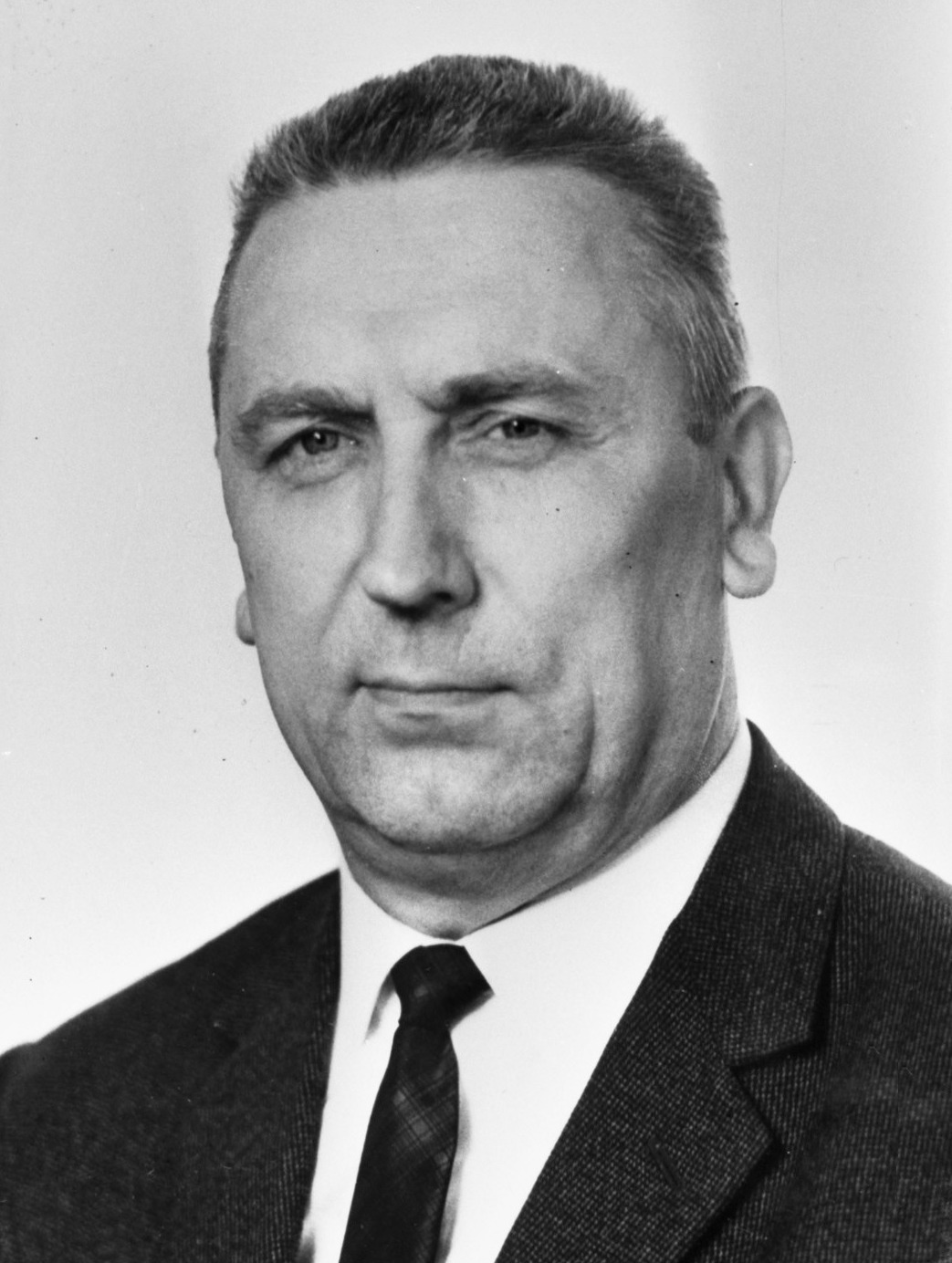
Edward Gierek († 2001)

- 2001: Edward Gierek, polnischer Politiker
- 2001: Wau Holland, deutscher Journalist, Mitgründer des Chaos Computer Clubs
- 2002: Tesfamariam Bedho, eritreischer Geistlicher, Bischof von Keren
- 2002: Renato Pirocchi, italienischer Automobilrennfahrer
- 2003: Johannes Asdonk, deutscher Arzt
- 2003: Foday Sankoh, sierra-leonischer Rebellenführer
- 2004: Nafisa Joseph, indisches Model und Fernsehmoderatorin
- 2005: Pat McCormick, US-amerikanischer Schauspieler und Comedy-Autor
- 2005: Karlheinz Zoeller, deutscher Flötist

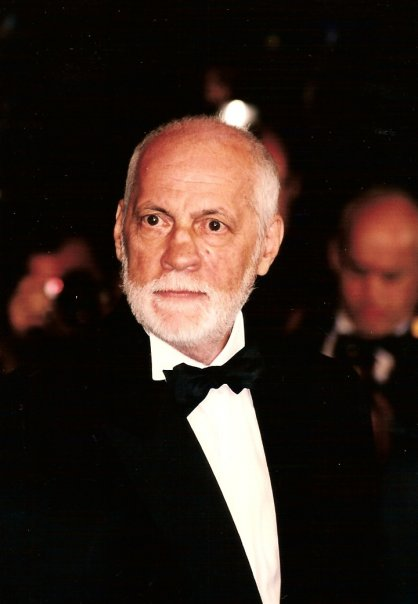
Michel Serrault († 2007)

- 2007: Michel Serrault, französischer Schauspieler
- 2008: Michael Graff, österreichischer Rechtsanwalt und Politiker
- 2008: Fritz Steinmeyer, deutscher Orgelbauer
- 2009: Thomas von Randow, deutscher Mathematiker, Wissenschaftsredakteur und Buchautor
- 2012: André Weckmann, elsässischer Schriftsteller
- 2012: Chris Marker, französischer Filmregisseur
- 2012: Heinz A. Staab, deutscher Chemiker
- 2013: Ludwig Averkamp, deutscher Geistlicher, Bischof von Osnabrück, Erzbischof von Hamburg
- 2013: Peter Minich, österreichischer Opern-, Operetten- und Musicalsänger
- 2014: Sheik Umar Khan, sierra-leonischer Virologe und Mediziner

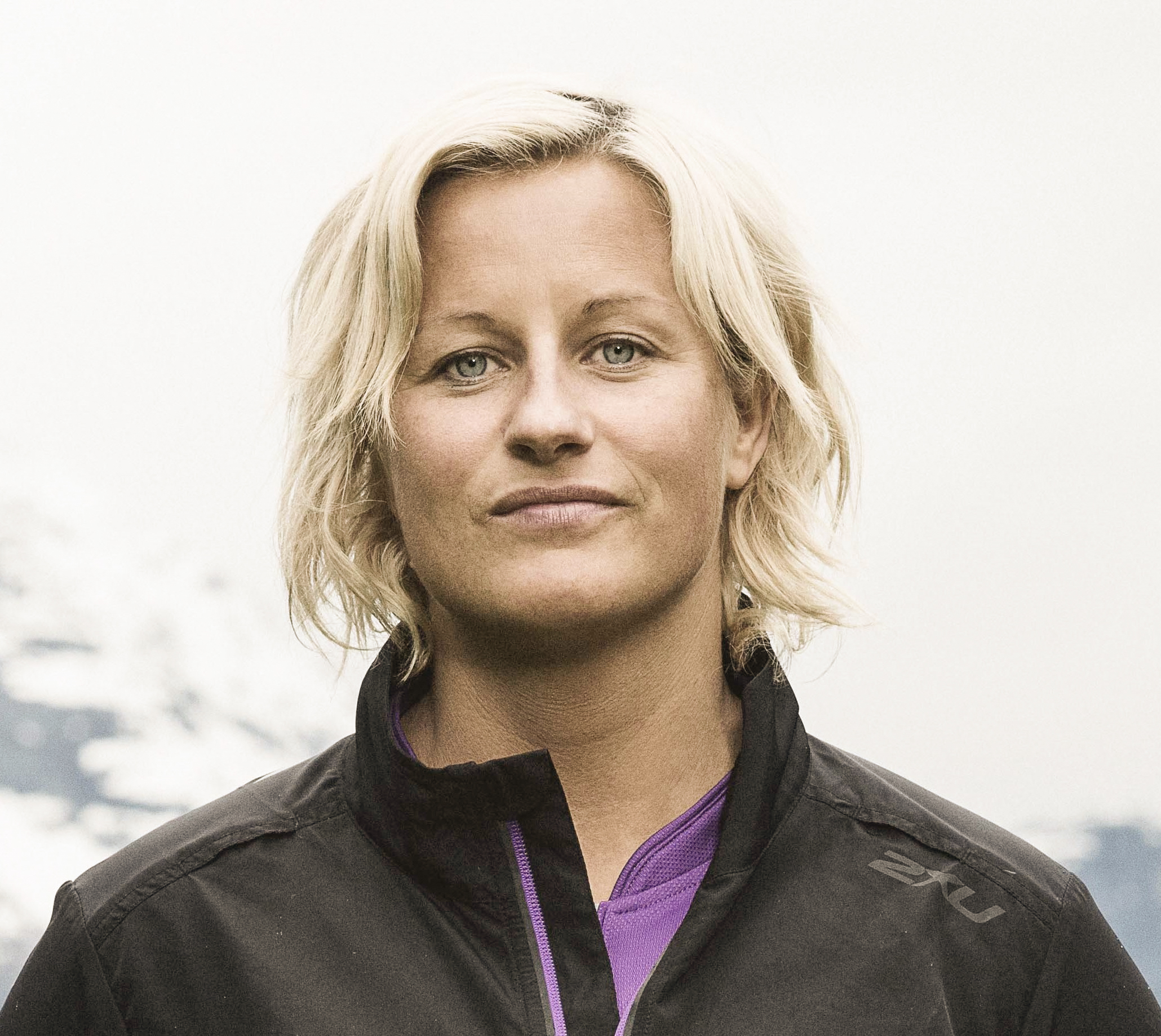
Vibeke Skofterud († 2018)

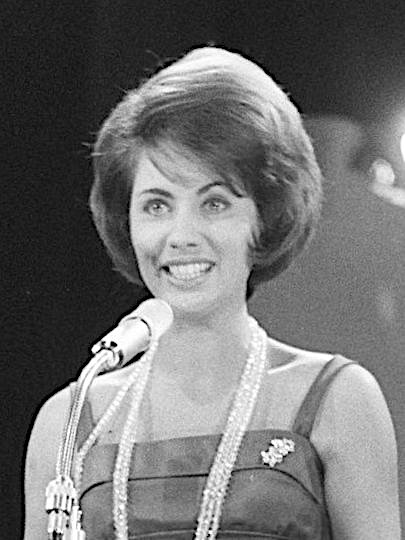
Margot Eskens († 2022)

- 2014: Fiona Lorenz, deutsche Sozialwissenschaftlerin und Autorin
- 2015: Ludwig Lurz, deutscher Fußballspieler
- 2015: Leo Wallner, österreichischer Manager und Sportfunktionär, Präsident des Österreichischen Olympischen Comités
- 2016: Peter Sadlo, deutscher Perkussionist
- 2016: Traudl Wallbrecher, deutsche Gründerin der Katholischen Integrierten Gemeinde
- 2017: José Osvaldo de Meira Penna, brasilianischer Schriftsteller und Diplomat
- 2017: Werner Wirsing, deutscher Architekt
- 2018: Vibeke Skofterud, norwegische Skilangläuferin, Weltmeisterin, Olympiasiegerin
- 2018: Tomasz Stańko, polnischer Jazztrompeter
- 2018: Oliver Dragojević, kroatischer Sänger
- 2019: Mona-Liisa Nousiainen, finnische Skilangläuferin
- 2019: Tuvia Rübner, israelischer Schriftsteller
- 2020: Werner Heukamp, deutscher Pfarrer und Heimatforscher
- 2020: Tilman Jens, deutscher Journalist, Autor und Filmemacher
- 2020: Helmut Rosenvald, estnischer Komponist
- 2021: Peter Buser, Schweizer Bankier und Mäzen
- 2021: Susan Reynolds, britische Historikerin
- 2022: Margot Eskens, deutsche Schlagersängerin
- 2022: Joachim Jauer, deutscher Fernseh- und Hörfunk-Journalist
- 2022: Lisa-Maria Kellermayr, österreichische Ärztin
- 2023ː Rosemarie Banholzer, deutsche Mundartdichterin
- 2023: Nancy Van de Vate, US-amerikanische Komponistin

## Feier- und Gedenktage
- Kirchliche Gedenktage
  - Hl. Martha von Bethanien, Jungfrau (anglikanisch, evangelisch, katholisch)
  - Hl. Lazarus von Bethanien, von den Toten Auferweckter, eventuell Bischof von Marseille oder Kítion und Märtyrer (anglikanisch, katholisch, evangelisch: ELCA, LCMS)
  - Hl. Maria von Bethanien, Jüngerin Jesu (anglikanisch, evangelisch: ELCA, LCMS)
  - Hl. Olav II. Haraldsson, König von Norwegen und Märtyrer (evangelisch, katholisch: außerhalb des deutschen Sprachgebietes)
- Namenstage
  - Flora, Martha, Olaf
- Staatliche Feier- und Gedenktage
  - Färöer, Nationalfeiertag

Weitere Einträge enthält die Liste von Gedenk- und Aktionstagen.